# Robert Adam
Robert Adam (3 de julio de 1728 - 3 de marzo de 1792) fue un arquitecto británico, diseñador de interiores y también de muebles. Era hijo de William Adam (1689-1748), el arquitecto más importante de la época de Escocia, y aprendió el oficio con él. Tras la muerte de su padre, con su hermano mayor John, Robert se hizo cargo del negocio familiar que incluía lucrativos trabajos para el Board of Ordnance, Consejo de Artillería.
En 1754 se marchó a Roma, pasando casi cinco años en el continente estudiando arquitectura con Charles-Louis Clérisseau y Giovanni Battista Piranesi. A su regreso a Gran Bretaña se estableció profesionalmente en Londres, acompañado por su hermano menor James. Allí desarrolló el «estilo Adam» y su teoría del «movimiento» en la arquitectura, basándose en sus estudios de la antigüedad, convirtiéndose en uno de los arquitectos de moda y más exitosos del país. Adam ocupó el cargo de «Arquitecto de Obras del Rey» (Architect of the King's Works) entre 1761 y 1769.
Adam fue uno de los líderes de la primera fase de la recuperación clásica en Inglaterra y Escocia , desde alrededor de 1760 hasta su muerte.: 237  Influyó en el desarrollo de la arquitectura occidental, tanto en Europa como en América del Norte, con su diseño de casas así como de interiores y accesorios. Sir William Chambers fue el principal arquitecto británico de la época, pero Adam recibió más encargos de clientes privados y tuvo además una mayor influencia, creando el estilo Adam. Su hermano menor y socio comercial James Adam también fue un arquitecto de renombre, al igual que su hermano mayor John Adam, aunque ambos fueron eclipsados por Robert.
Robert también se desempeñó como miembro del parlamento por Kinross-shire (1768-1774).
Adam fue nombrado miembro de la Royal Society of Arts, la Royal Society de ciencias naturales, la Royal Society of Edinburgh y la Society of Antiquaries of Scotland.

## Biografía

### Años de formación

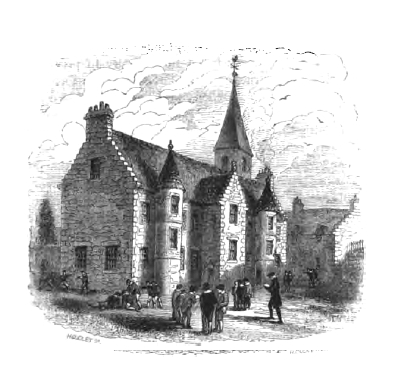
Royal High School (1578-1777) sobre el solar del monasterio de Blackfriars, Edimburgo.

Robert Adam nació el 3 de julio de 1728 en Gladney House en Kirkcaldy, Fife, siendo el segundo hijo de William Adam (1689-1748), un arquitecto y cantero que se convirtió en el diseñador de casas más destacado de Escocia durante ese tiempo. Pronto la familia se mudó a Edimburgo más tarde ese mismo año. Como niño se señaló que tenía una «constitución débil»: 76  Desde 1734, a la edad de seis años, asistió en Edimburgo a la Royal High School: 2  donde aprendió latín (desde su segundo año las lecciones se impartían en latín): 4  hasta que cumplió los quince años: se le enseñó a leer las obras de Virgilio, Horacio, Salustio y partes de Cicerón y en su último año de Tito Livio.: 4  En el otoño de 1743 se matriculó en la Universidad de Edimburgo,: 26  donde las clases obligatorias para todos los estudiantes eran: lengua griega, lógica, metafísica y filosofía natural.: 26  Los estudiantes podían elegir tres asignaturas optativas, Adam asistió a clases de matemáticas, impartido por Colin Maclaurin, y anatomía, impartido por Alexander Monro primus.: 27  Sus estudios fueron interrumpidos por la llegada de Bonnie Prince Charlie y sus Highlanders, que ocuparon Edimburgo durante el levantamiento jacobita de 1745. Al final de ese año, Robert cayó gravemente enfermo durante unos meses, y parece poco probable que regresase a la universidad, habiendo completado solo dos años de estudio.: 79–80 
Tras recuperarse de la enfermedad en 1746, se unió a su hermano mayor John como aprendiz de su padre. Ayudó a William Adam en proyectos tales como la construcción del castillo de Inveraray y en las continuas ampliaciones de Hopetoun House. La posición de William como Maestro Masón en el Consejo de Artillería también comenzó a generar mucho trabajo, cuando las Highlands fueron fortificadas después de la fallida rebelión jacobita. La primera intención de Robert era ser artista en vez de arquitecto, y el estilo de sus primeros bocetos a la manera de Salvator Rosa se refleja en sus dibujos arquitectónicos más antiguos que aún se conservan, y que muestran pintorescas follies góticas.: 81  William Adam murió en junio de 1748, y dejó Dowhill, una parte de la finca Blair Adam que incluía una casa torre, a Robert.

### Práctica arquitectónica en Edimburgo

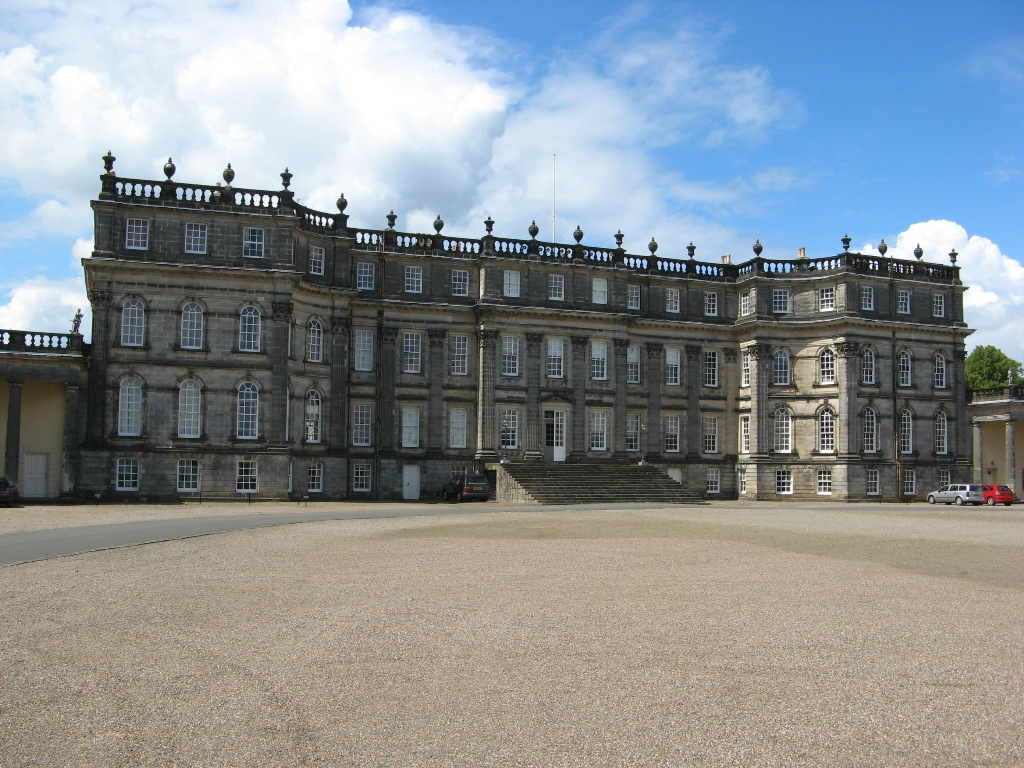
Entrada frontal de la Hopetoun House, diseñada por William Adam y modificada por sus hijos, los hermanos Adam

A la muerte de William Adam, John Adam heredó tanto la empresa familiar como la posición de Maestro Masón del Consejo de Artillería. De inmediato se asoció con Robert, y más tarde se les unió James Adam. El primer encargo importante de los hermanos Adam fue la decoración de los grandes apartamentos de estado en el primer piso en Hopetoun House, cerca de Queensferry, al oeste de Edimburgo, seguido de su primera obra nueva en Dumfries House. Para el Consejo de Artillería, la empresa familiar de los hermanos Adam fue la contratista principal en Fort George, una gran fortaleza moderna cerca de Inverness diseñada por el coronel Skinner, ingeniero militar. Las visitas a este proyecto, que se iniciaron en 1750, ocuparían a los hermanos cada verano durante los siguientes diez años, y, junto con obras de muchos otros cuarteles y fortalezas, dieron a Robert una sólida base práctica en la construcción.: 85–86 

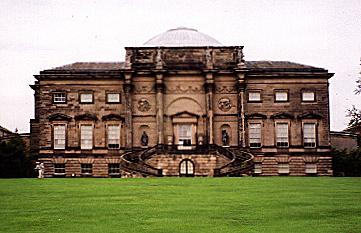
Kedleston Hall. La fachada fue hecha por Robert Adam, basándose en el Arco de Constantino en Roma.

En el invierno de 1749-1750, Adam viajó a Londres con su amigo, el poeta John Home. Aprovechó la oportunidad para estudiar arquitectura, visitando Wilton, diseñada por Inigo Jones, y el Queens Hermitage en Richmond, de Roger Morris. Su cuaderno de bocetos del viaje también muestra un continuo interés en la arquitectura gótica.: 85 
Entre sus amigos en Edimburgo se contaban los filósofos Adam Ferguson y David Hume y el artista Paul Sandby a quien conoció en las Highlands. Otros conocidos de Edimburgo fueron el citado John Home, Gilbert Elliot, William Wilkie y Alexander Wedderburn.: 81 

### El Grand Tour

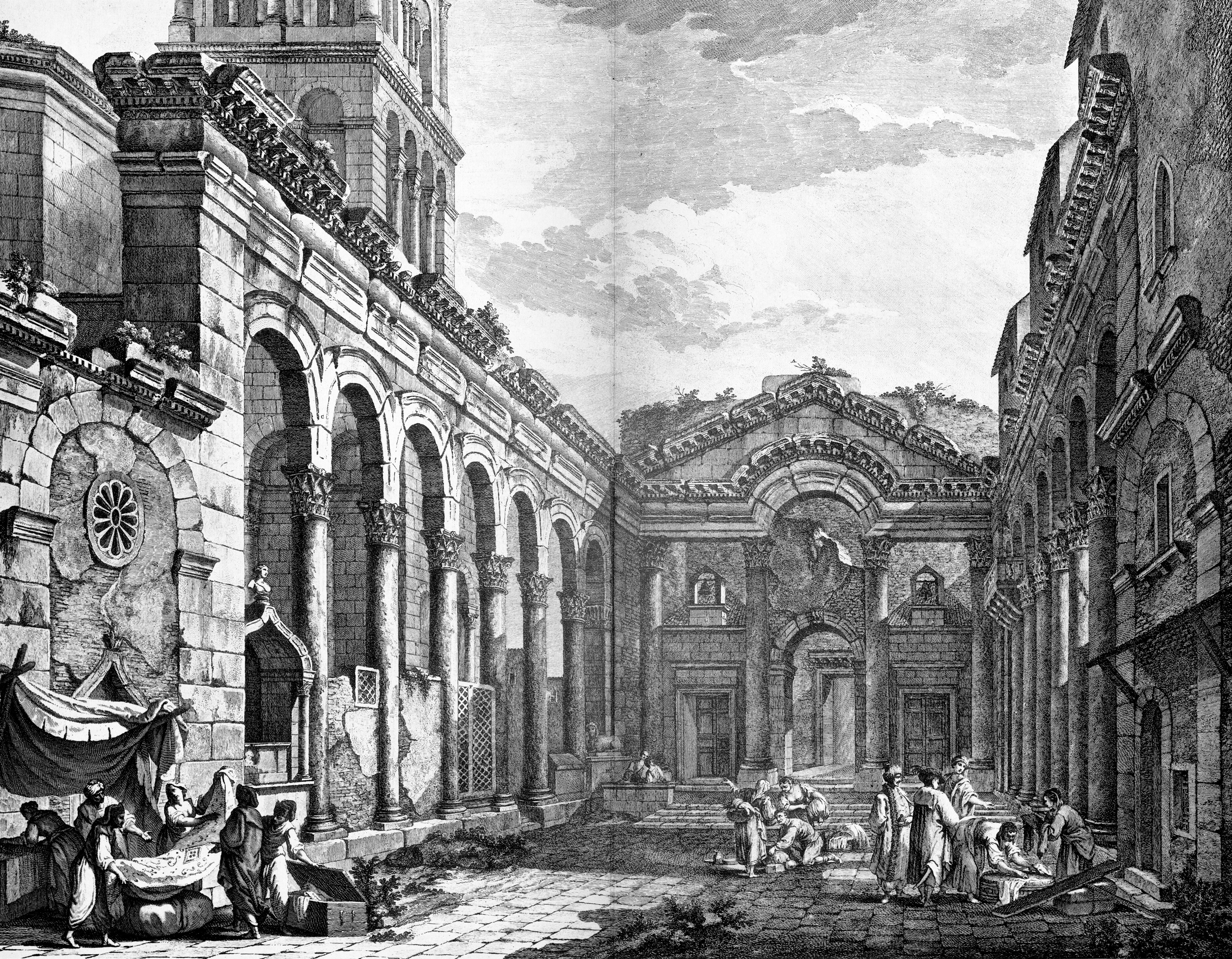
Peristilo del palacio de Diocleciano en Spalatro, Croacia (R. Adam, 1764)

El 3 de octubre de 1754, Robert, en compañía de su hermano James (quien llegó hasta Bruselas), partió de Edimburgo para su Grand Tour, deteniéndose unos días en Londres, donde visitaron la Mansion House, St Stephen Walbrook,: 47  la catedral de San Pablo, Windsor y Berkshire, en compañía de Thomas Sandby quien les mostró su paisajismo en Windsor Great Park y Virginia Water Lake.: 48  Se embarcaron en el puerto de Dover y llegaron a Calais: 50  el 28 de octubre de 1754.: 52  Se unió a Charles Hope-Weir, hermano del conde de Hope en Bruselas: 54  y juntos viajaron a Roma.: 49  Hope acordó tomar a Adam en la gira por sugerencia de su tío, el marqués de Annandale, que se había comprometido a sí mismo en el Grand Tour. Mientras estaban en Bruselas la pareja asistió a una obra de teatro y a una mascarada, y visitaron iglesias y palacios en la ciudad.: 53  Viajaron a Tournai, luego a Lille, donde visitaron la Citadal diseñada por Sébastien Le Prestre de Vauban.: 53–54  El 12 de noviembre de 1754 Adam y Hope estaban en París, donde se alojaron en el Hotel de Notre Dame.: 55 
Adam y Hope viajaron a Italia juntos, antes de separarse en Roma después de desacuerdos sobre los gastos de viaje y alojamiento. Robert se quedó en Roma hasta 1757, estudiando la arquitectura clásica y perfeccionando sus habilidades de dibujo. Sus tutores fueron el arquitecto y artista francés Charles-Louis Clérisseau, y el artista italiano Giovanni Battista Piranesi. En Roma se familiarizó con el trabajo del arqueólogo clásico pionero e historiador del arte y teórico, Johann Joachim Winckelmann. En su viaje de regreso, Adam y Clérisseau pasaron tiempo estudiando intensamente las ruinas del Palacio de Diocleciano en Spalato, en Dalmacia (ahora conocida como Split, en la actual Croacia). Estos estudios se publicaron más tarde, en 1764, como Ruins of the Palace of the Emperor Diocletian at Spalatro in Dalmatia [Ruinas del palacio del emperador Diocleciano en Spalato en Dalmacia].

### Práctica arquitectónica en Londres
Regresó a Gran Bretaña en 1758 y se estableció profesionalmente en Londres con su hermano James Adam. Se centraron en el diseño de proyectos completos para la decoración y amueblamiento de casas. El palladianismo era popular y Robert diseñó varias casas de campo a partir de ese gusto,: 397  pero desarrollando un nuevo estilo, más flexible que incorporaba elementos de la arquitectura clásica romana junto a influencias griegas, bizantinas y barrocas.: 402  El éxito de los hermanos Adam también puede ser atribuido a su deseo de diseñar todo, hasta el más mínimo detalle, lo que garantizaba un sentido de unidad en su diseño.

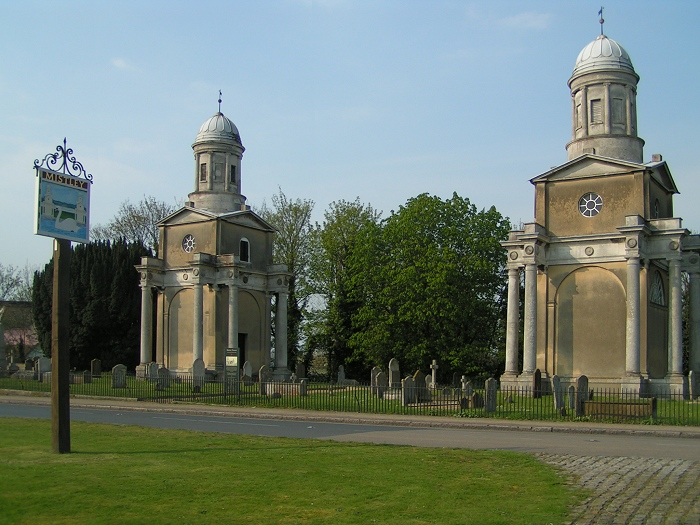
Mistley Towers, Essex

### Vida pública

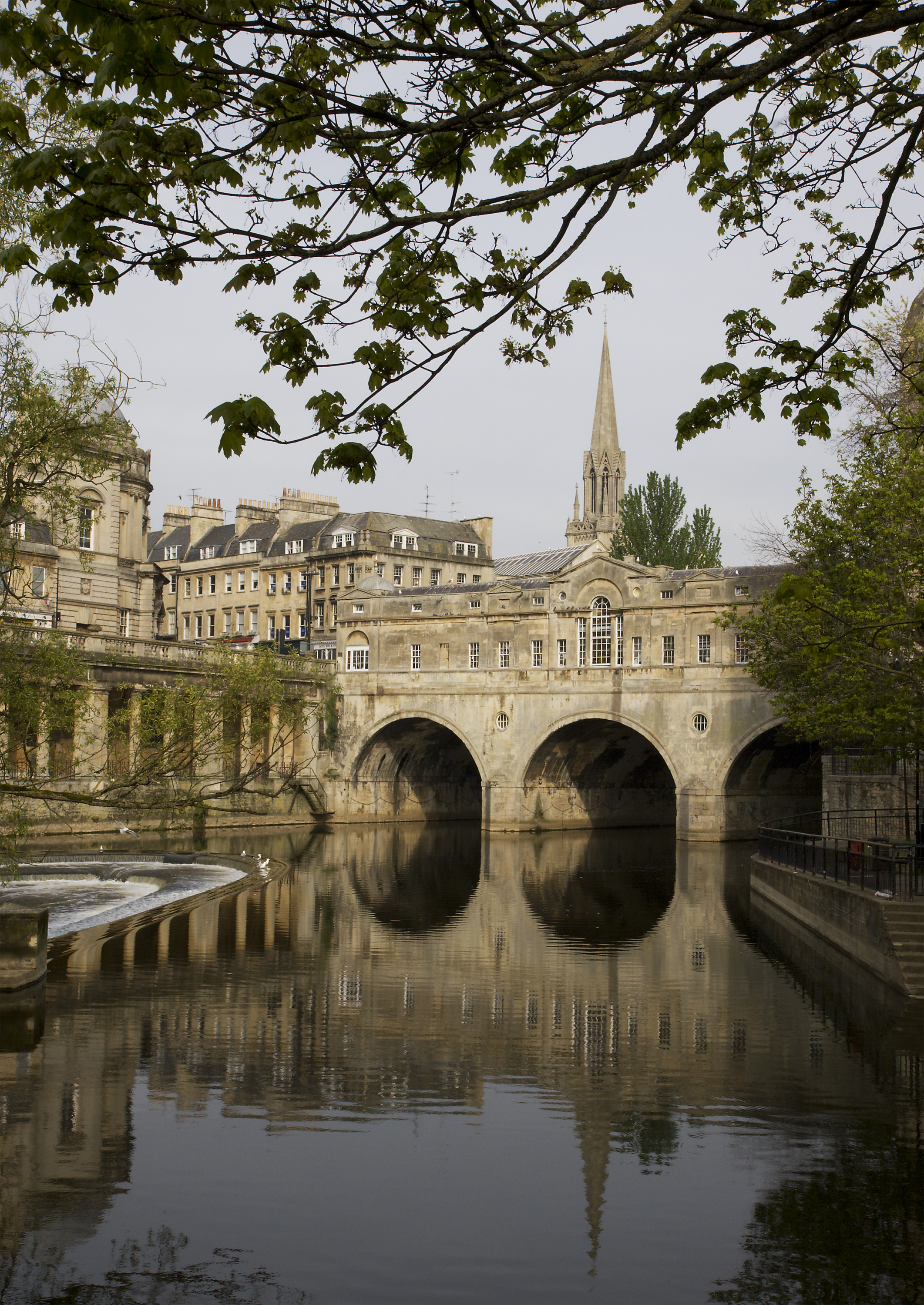
Una de las obras maestras de Adam: el puente Pulteney, en Bath.

Adam fue elegido miembro de la Royal Society of Arts en 1758 y de la Sociedad de Anticuarios (Society of Antiquaries of London) en 1761, el mismo año fue designado arquitecto de las Obras del rey King's Works (junto a Sir William Chambers). En 1768 su hermano menor James lo reemplazó tras su renuncia, dedicando más tiempo a su cargo como miembro del Parlamento de Kinross.
Robert Adam murió a las edad de 64 años en su casa, ubicada en el 11 de Albermarle Street, Londres, debido a un problema con un vaso sanguíneo del estómago. Fue sepultado en la Abadía de Westminster. Dejó cerca de 9.000 dibujos, la mayoría de estos fueron comprados por el arquitecto John Soane y están actualmente en el Museo Soane de Londres.

## Estilo arquitectónico
Robert Adam rechazó el estilo palladiano, tal como fue introducido en Inglaterra por Inigo Jones, y abogó por Lord Burlington, como "pesado" y "repulsivo".: 106  Sin embargo, continuó su tradición de dibujo inspirándose directamente en la antigüedad clásica, durante sus cuatro años de estancia en el continente.: 106  A través de la adopción de motivos clásicos, Adam desarrolló un nuevo estilo de la decoración arquitectónica.
El principio de los hermanos Adam de «movimiento» fue en gran medida concepción de Robert, aunque la teoría fue escrita por James. El «movimiento» se basaba en los fuertes contrastes y la diversidad de formas, y dibujado con una estética pintoresca. El primer volumen de los hermanos Adam Works (1773), citaba Kedleston Hall, diseñado por Robert en 1761, como un excepcional ejemplo de movimiento en la arquitectura.
Al jugar con el contraste de tamaño de las habitaciones y con los esquemas decorativos, Adam aplicó el concepto de movimiento también a sus interiores. Su estilo de decoración, descrito por Nikolaus Pevsner como «rococó clásico» («Classical Rococo»), dibujado sobre decoración de estuco romana grotesca.: 106 : 238 

## Influencia

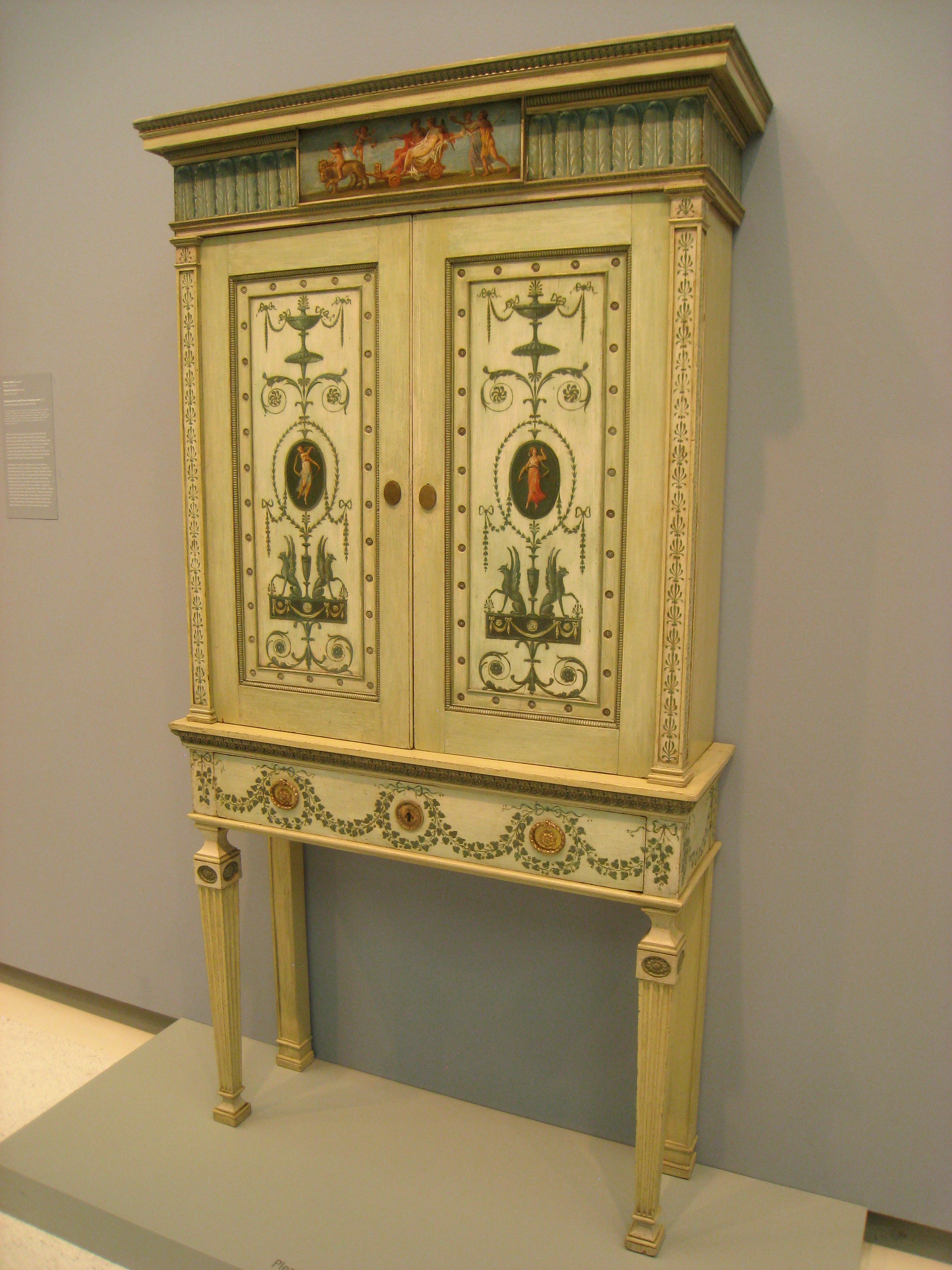
Aparador diseñado por Adam en 1776

La obra de Robert Adam ejerció influencia en la dirección que tomó la arquitectura en el mundo occidental. En América del Norte, el estilo federal debe mucho al neoclasicismo practicado por Adam. En Europa, Adam influyó notablemente en Charles Cameron, el escocés que diseñó Tsarskoye Selo y otros palacios rusos de Catalina la Grande.: 108  Sin embargo, en el momento de su muerte, el neoclasicismo de Adam estaba siendo reemplazado en Gran Bretaña por una fase más severa, la del renacimiento del griego clásico, como fue practicado por James «ateniense» Stuart. Los hermanos Adam emplearon a varios dibujantes que luego se establecerían como arquitectos, entre ellos George Richardson, y el italiano Joseph Bonomi el Viejo, a quien Robert contrató originalmente en Roma.

### Obras escritas
Durante su vida, Robert y James Adam publicaron dos volúmenes de sus diseños, Works in Architecture of Robert and James Adam [Obras de Arquitectura de Robert y James Adam] (en 1773-1778 y 1779, un tercer volumen se publicó póstumamente, en 1822).

## Muerte y entierro
Adam había sufrido durante mucho tiempo problemas estomacales e intestinales, probablemente causada por una úlcera péptica y el síndrome del intestino irritable. El 1 de marzo de 1792, mientras estaba en Londres en su casa del n.º 11 de la calle Albermarle, sufrió un ataque ulceroso y el 3 de marzo murió. Sabiendo que se estaba muriendo, redactó su testamento el 2 de marzo: no habiéndose casado nunca, Adam dejó su patrimonio a sus hermanas Elizabeth y Margaret Adam.
El funeral se celebró el 10 de marzo; fue enterrado en la nave sur de la abadía de Westminster. Los portadores del féretro fueron varios de sus clientes: Henry Scott, tercer duque de Buccleuch; George Coventry, 6.º conde de Coventry; James Maitland, 8.º conde de Lauderdale; David Murray, 2.º conde de Mansfield; Lord Frederick Campbell y Sir William Pulteney, 5.º Baronet.
Su obituario apareció en la edición de marzo de 1792 de The Gentleman's Magazine:: 330 

Es destacable que las Artes deban ser privadas al mismo tiempo de dos de sus más grandes ornamentos, sir Joshua Reynolds y Mr. Adam: y es difícil decir cuál de ellos destacó más en su profesión... Mr. Adam produjo un cambio total en la arquitectura de este país, y su genio fértil en el adorno elegante no se limitó a la decoración de edificios, sino que se ha difundido en todas las ramas de la producción. Sus talentos se extienden más allá de su propia profesión: están diseminados en sus numerosos dibujos en el paisaje de una exuberancia en la composición, y un efecto de luces y sombras, que apenas se han igualado... hasta el último período de su vida, Mr. Adam mostró un creciente vigor de genio y refinamiento del gusto, porque en el espacio de un año antes de su muerte, diseñó ocho grandes obras públicas, además de veinticinco edificios privados, tan diferentes en su estilo, y tan hermosos en su composición, que han reconocido los mejores jueces, suficientes por sí mismas, para establecer su fama incomparable como artista.
It is somewhat remarkable that the Arts should be deprived at the same time of two of their greatest ornaments, Sir Joshua Reynolds and Mr Adam: and it is difficult to say which of them excelled most in his particular profession... Mr Adam produced a total change in the architecture of this country: and his fertile genius in elegant ornament was not confined to the decoration of buildings, but has been diffused to every branch of manufacture. His talents extend beyond the lie of his own profession: he displayed in his numerous drawings in landscape a luxuriance of composition, and an effect of light and shadow, which have scarcely been equalled...to the last period of his life, Mr Adam displayed an increasing vigour of genius and refinement of taste: for in the space of one year preceding his death, he designed eight great public works, besides twenty five private buildings, so various in their style, and so beautiful in their composition, that they have been allowed by the best judges, sufficient of themselves, to establish his fame unrivalled as an artist.

Dejó casi 9.000 dibujos, 8.856 de los cuales (tanto de Robert y de James Adam) fueron adquiridos posteriormente en 1833 por 200 libras por el arquitecto John Soane y están ahora en el Soane Museum en Londres.

## Anexo: obras y proyectos

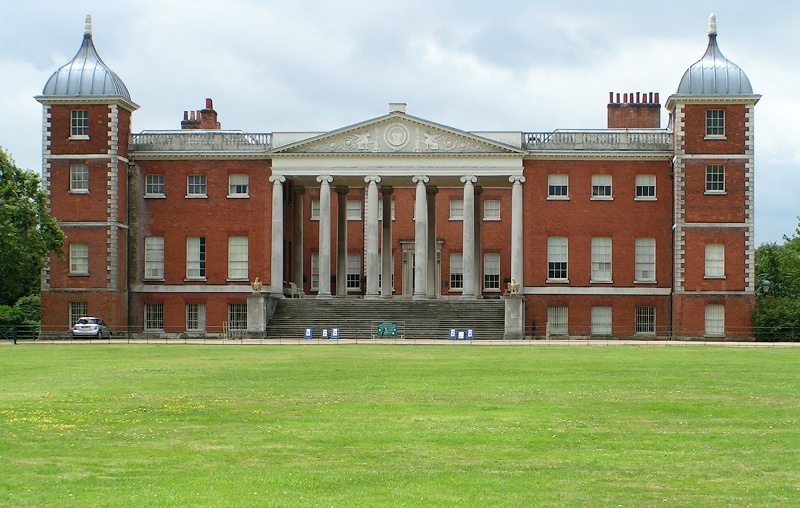
Parque Osterley, Londres.

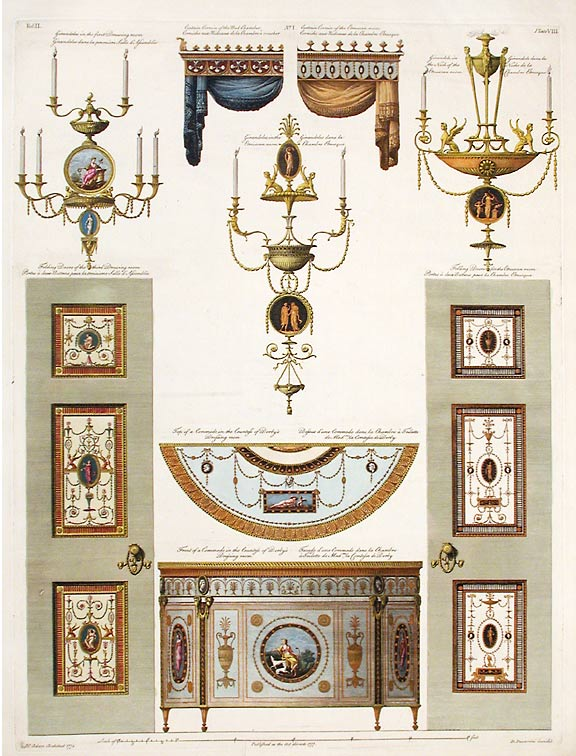
Detalles de Derby House en Grosvenor Square, un ejemplo de los diseños realizados por los hermanos Adam.

La siguiente lista de obras arquitectónicas se basa en la obra de David King, The Complete Works of Robert & James Adam, 1991 Butterworth.

### Edificios públicos
- Fort George, Escocia, los edificios dentro del fuerte fueron diseñados por William Adam, después de su muerte sus hermanos supervisaron su finalización (1748-1769)
- The Argyll Arms, Inveraray (1750-1756)
- The Town House, Inveraray (1750-1757)
- Royal Exchange (Edimburgo), con su hermano John Adam (1753-1754)
- El muro pantalla del edificio del Antiguo Almirantazgo, Whitehall, Londres (1760)
- Kedleston Hotel, Quarndon (1760)
- Little Market Hall, High Wycombe, Buckinghamshire (1761) más tarde alterado
- Riding School, Edimburgo (1763) demolida
- Courts of Justice y Corn Market, Hertford, Hertfordshire, ahora Shire Hall (1768)
- Puente Pulteney, Bath (1770)
- County House, Kinross (1771)
- Royal Society for the encouragement of Arts, Manufactures & Commerce (1772)
- Register House, Edimburgo (1774-1789)
- The Market Cross, Bury St Edmunds, rehecho y añadido de una planta superior (un teatro ahora galería de arte) (1775)
- Theatre Royal, Drury Lane, Londres, remodelado, (1775) demolido
- Red Lion Inn, Pontefract (1776)
- Drummonds Bank, Charing Cross, Londres (1777-1778) demolido
- Old College, University of Edimburgo (1788-onwards) completada to an amended diseño de William Henry Playfair 1831
- The Bridewell, Edimburgo, (1791) demolida
- The Assembly Rooms, Glasgow (1791-1794) demolidas
- Trades Hall, Glasgow (1791-1792) (completada 1792-1802 por sus hermanos)
- The Royal Infirmary, Glasgow (17911794) reconstruida en 1914

Edificios públicos
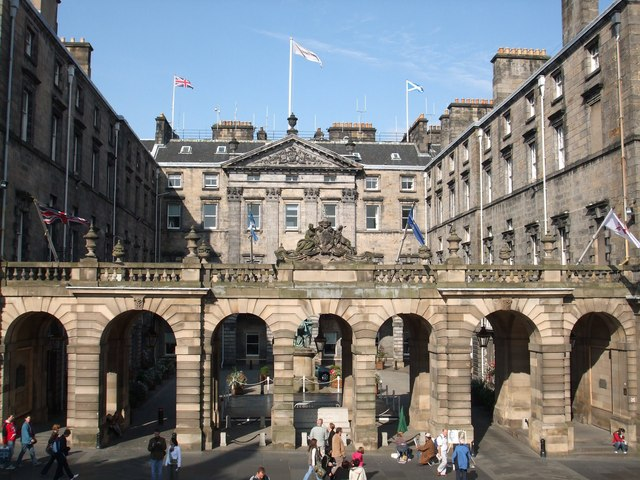
The City Chambers, Edimburgo
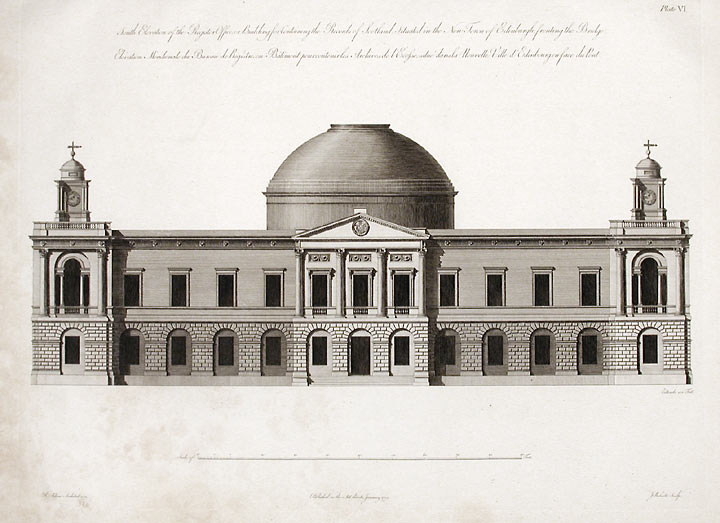
Register House, Edimburgo
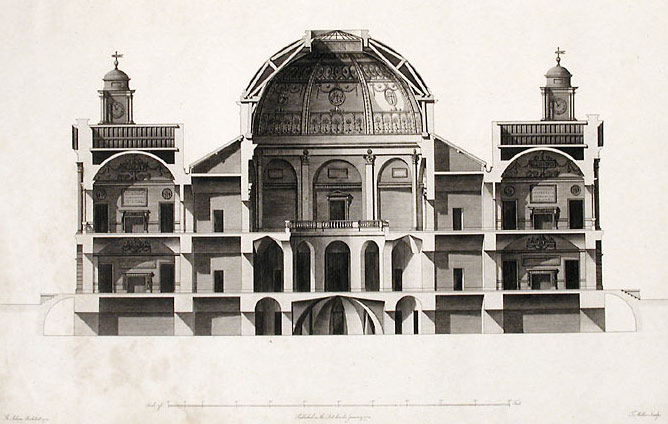
Register House, sección transversal, Edimburgo
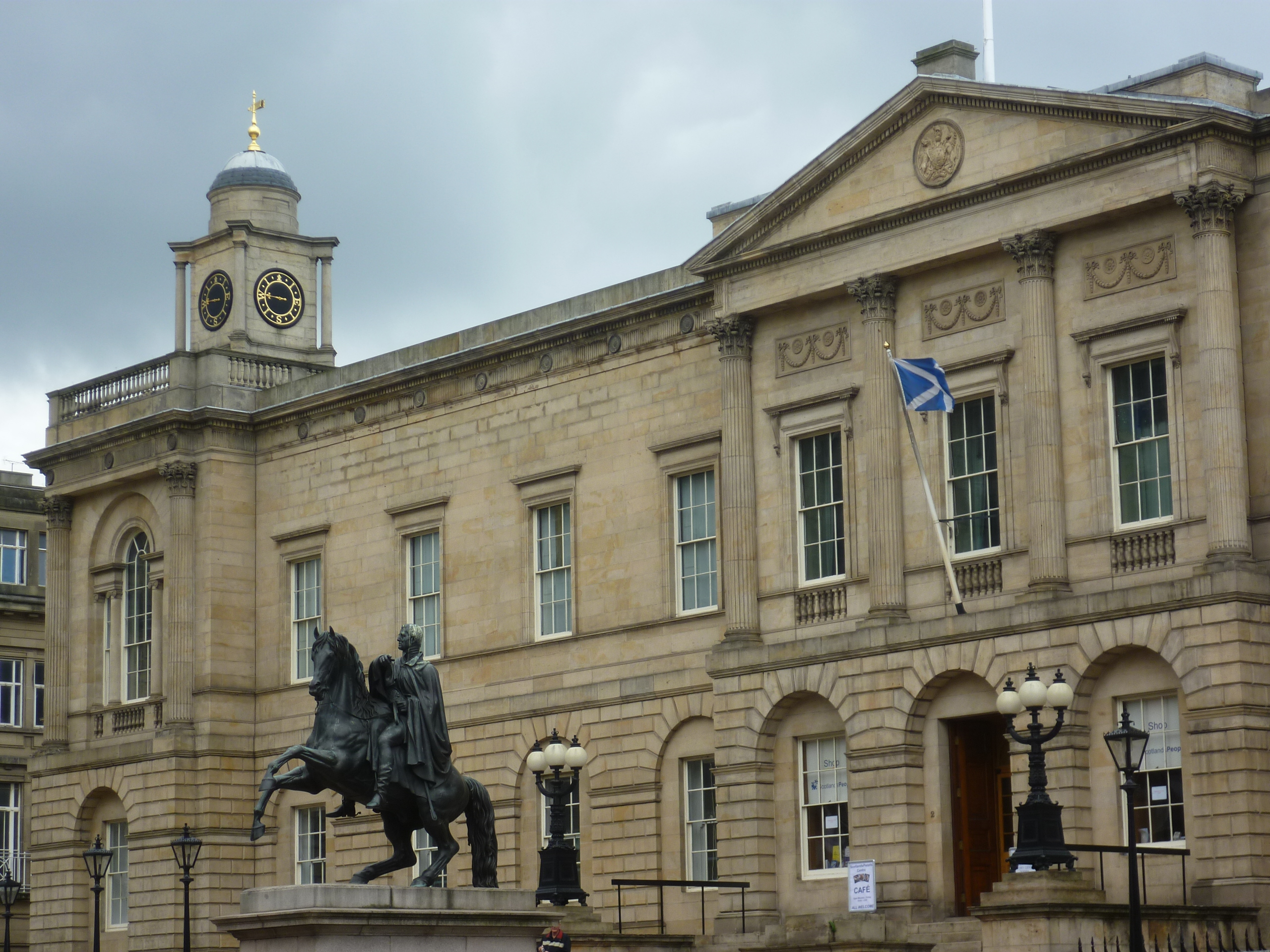
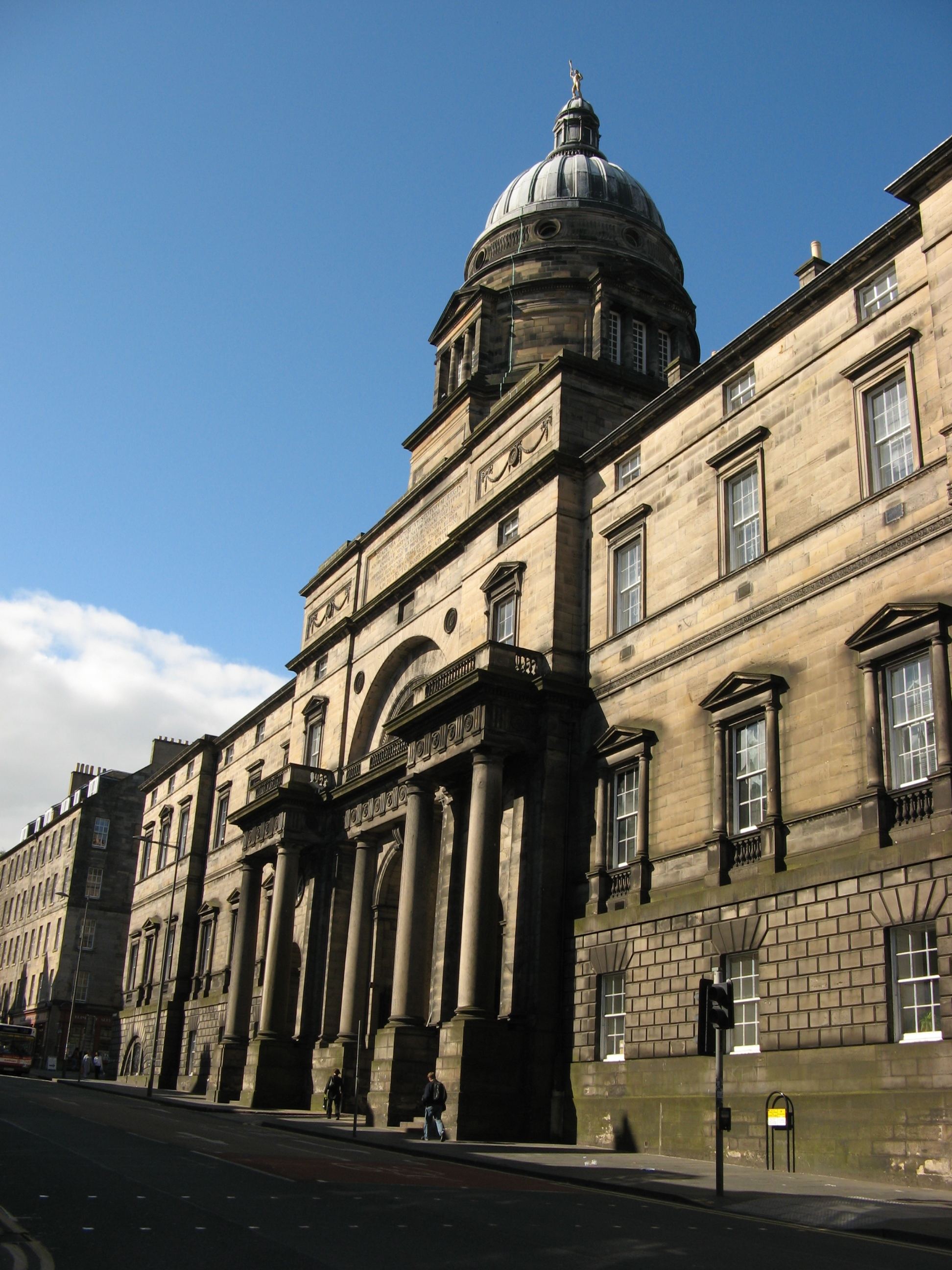
Old College Edimburgo, cúpula añadida más tarde
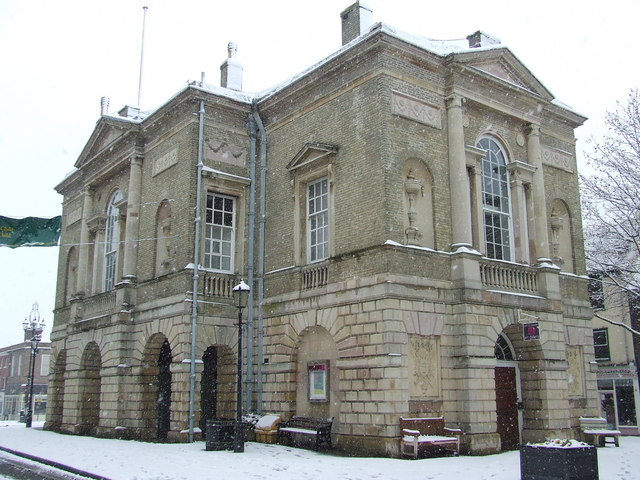
Market Cross, Bury St Edmunds

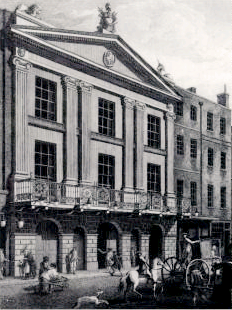
Teatro real de Drury Lane, Londres, reconstruido
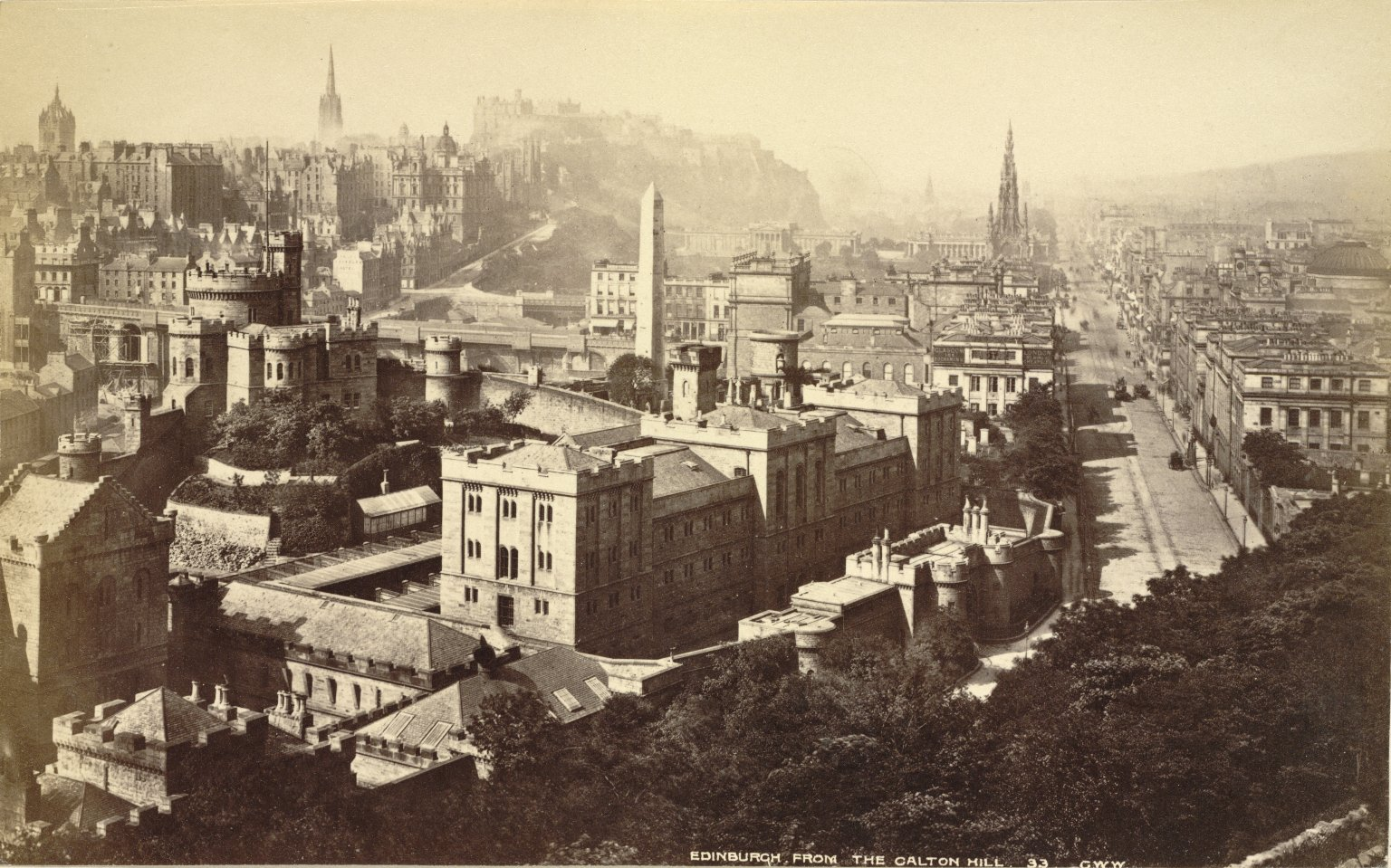
Edimburgo Bridewell en primer plano, demolida
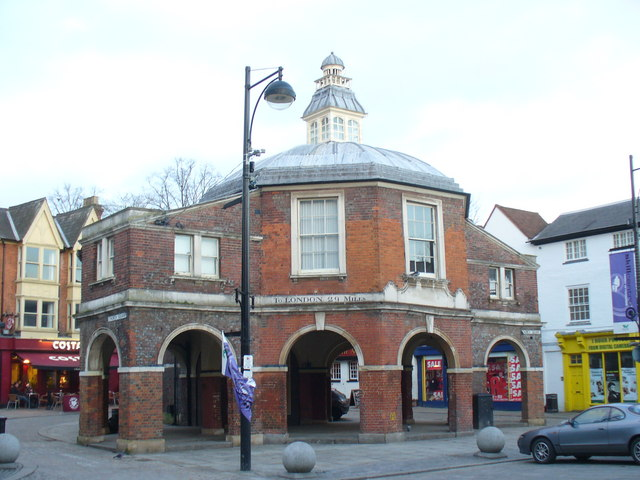
Little Market Hall, en High Wycombe
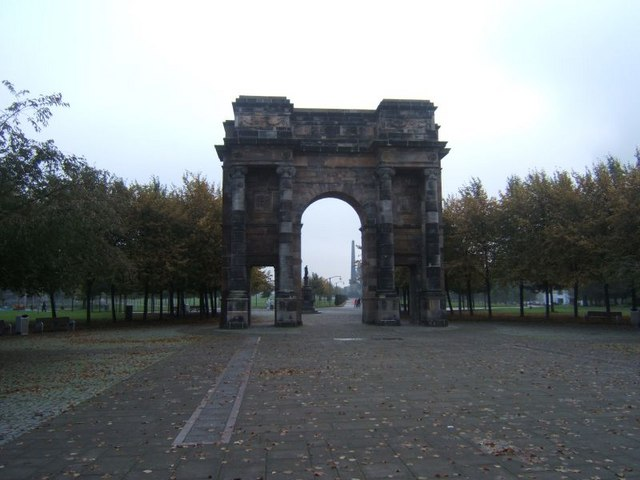
Arco McLennan, Glasgow, construido con los restos de las Glasgow Assembly Rooms
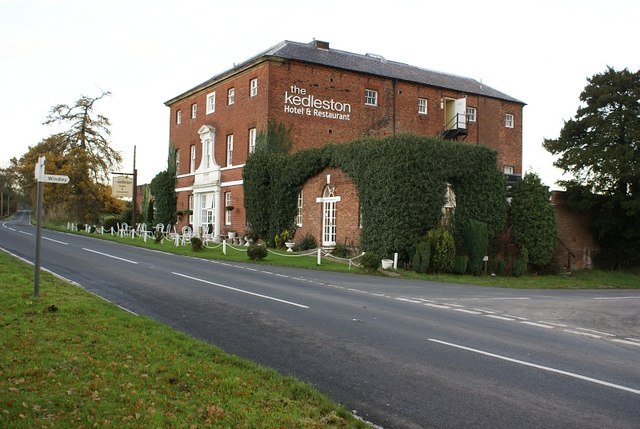
Hotel Kedleston, Quarndon

### Iglesias
- Capilla Yester, Lothian, nueva fachada occidental en estilo gótico (1753);
- Iglesia de Cumnock, Ayrshire (1753-1754) demolida;
- St. Mary Magdalene, Croome Park, interior (1761-1763) la iglesia fue diseñada por Lancelot "Capability" Brown;
- Iglesia St Andrew, Gunton Hall, Gunton, Norfolk (1769);
- St Mary's, Mistley (1776) solo sobreviven las torres;
- Capilla de St. George, Edimburgo, (1792) demolida;

Iglesias
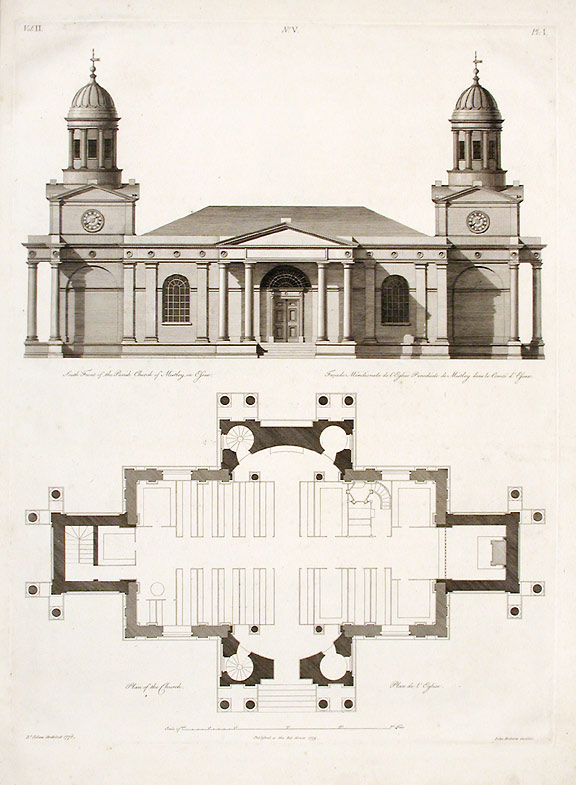
Iglesia Mistley, como fue construida
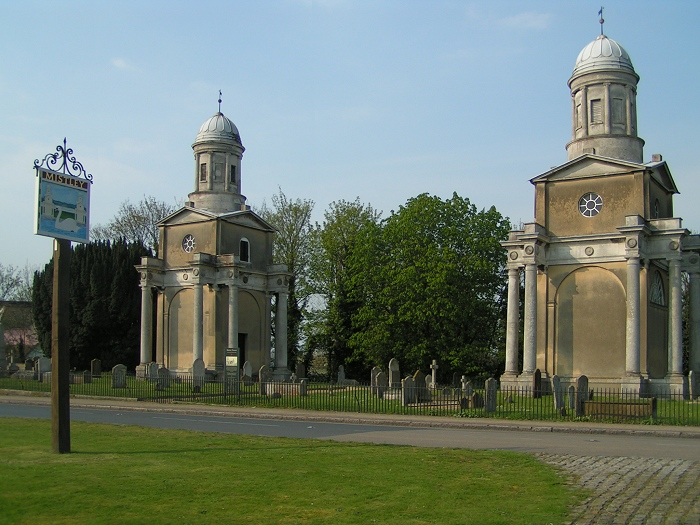
Iglesia Mistley, como sobrevive
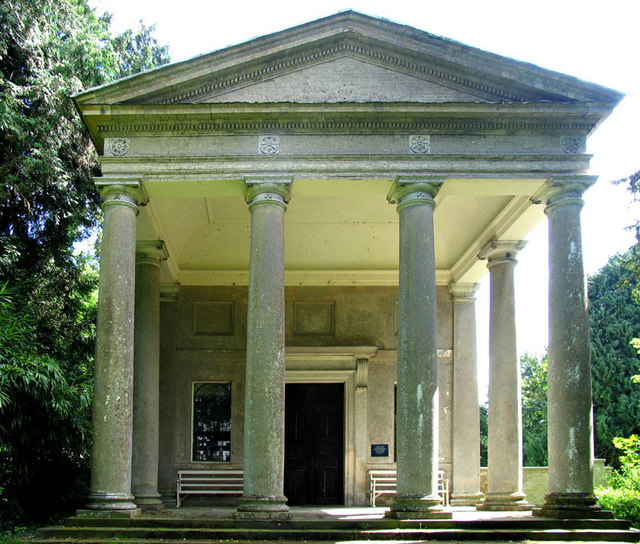
Iglesia St Andrew, Gunton
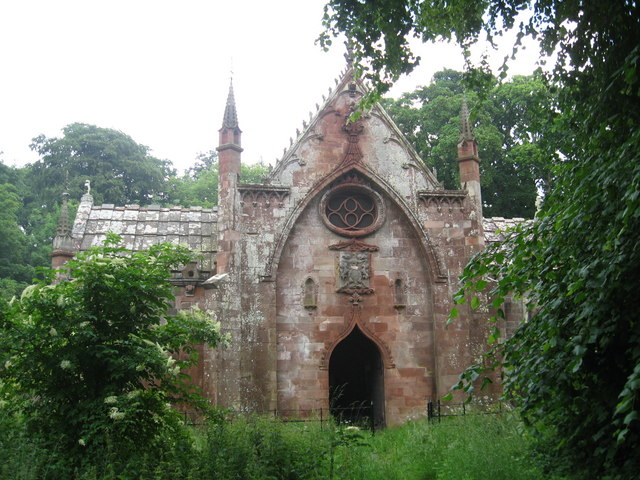
Capilla Yester, fachada oeste

### Mausoleos
- Mausoleo William Adam, Greyfriars Kirkyard (1753-1755);
- Mausoleo Bowood House (1761-1764);
- Mausoleo de David Hume, Old Calton Cemetery (1777-1778);
- Mausoleo Templetown, Castle Upton, County Antrim Irlanda (1789) para el 2.º Lord Templetown;
- Mausoleo de la familia Johnstone, Ochil Road graveyard, Alva, Clackmannanshire (1789-1790);
- Mausoleo de la familia Johnstone, Westerkirk graveyard, cerca de Bentpath, Dumfries and Galloway (1790);

Mausoleos
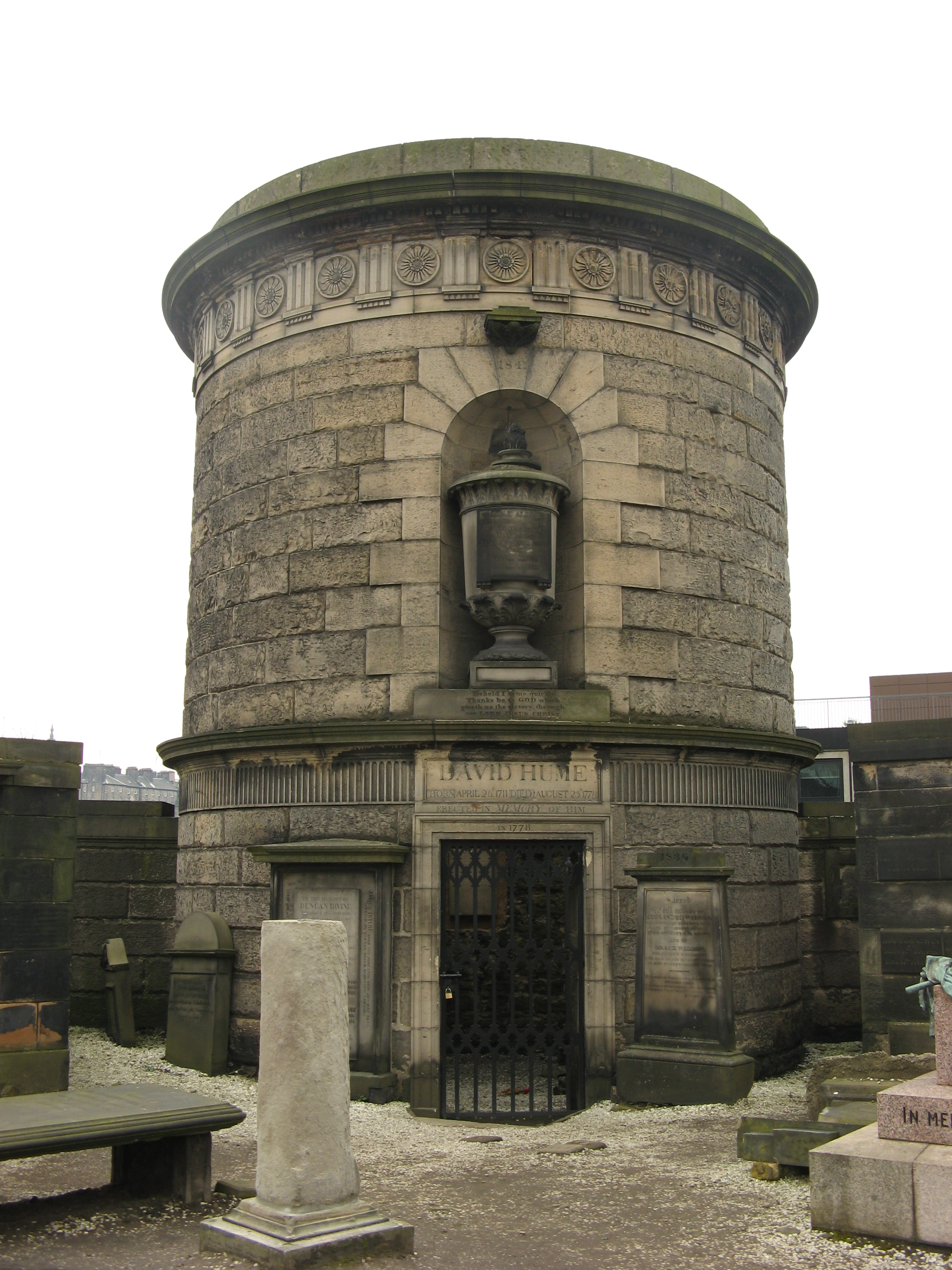
Mausoleo de David Hume
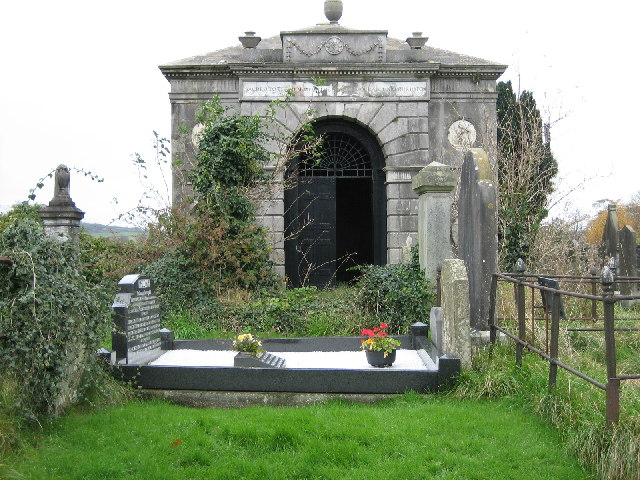
Mausoleo Templetown
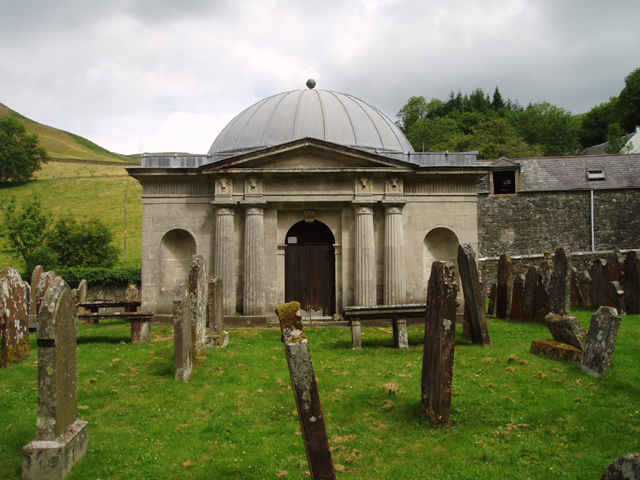
Mausoleo de la familia Johnstone, Bentpath

### Obras domésticas urbanas
- Little Wallingford House, Whitehall, Londres, alteraciones (1761) demolida;
- Lansdowne House, Berkeley Square, Londres (1762-1767), demolida parcialmente, el Comedor está en el Metropolitan Museum of Art y la sala de Dibujo en el Philadelphia Museum of Art;
- 34 Pall Mall, London (1765-1766) demolida;
- Langford House, Mary Street, Dublín, Irlanda (1765) Remodelación de la casa para Rt. Hon. Hercules Langford Rowley. Demolida en 1931;
- 16 Hanover Square, London, alteraciones (1766-1767) demolida;
- Deputy Ranger's lodge, Green Park, Londres (1768-1771) demolida en el siglo XIX;
- The Adelphi desarrollo, Londres (1768-1775) mayormente demolida en los años 1930, un techo y una chimenea están en el Victoria and Albert Museum;
- Chandos House, Londres (1770-1771);
- Mansfield Street, Londres (1770-1772);
- Northumberland House, Londres, alteraciones (1770) demolida, partes de la Glass Drawing Room se conserva en el Victoria and Albert Museum;
- 20 St. James's Square (1771-1774);
- 33 St. James's Square (1771-1773);
- Ashburnham House, Dover Street, Londres, alteraciones (1773);
- Derby House, 26 Grosvenor Square (1773-1774) demolida;
- Portland Place, Londres (1773–94) (solo unas pocas casas sobreviven);
- 11 St. James's Square (1774-1776);
- Frederick's Place, Londres (1775-1778);
- Roxburghe House, Hanover Square, London (1776-1778) demolida;
- Home House, Londres (1777-antes de 1784);
- 31 (ahora 17) Hill Street, Londres alteraciones (1777-1779);
- Apsley House, Londres (1778) alterada;
- Cumberland House, Pall Mall, Londres , alteraciones e interiores (1780–88) demolida;
- Marlborough House, Brighton (1786);
- Fitzroy Square, Londres (1790–94) solo los lados sur y este fueron construidos;
- Charlotte Square (lado norte), Edimburgo (1791–94);
- 169-185 High Street, Glasgow (1793) demolida.

Obras domésticas en Londres
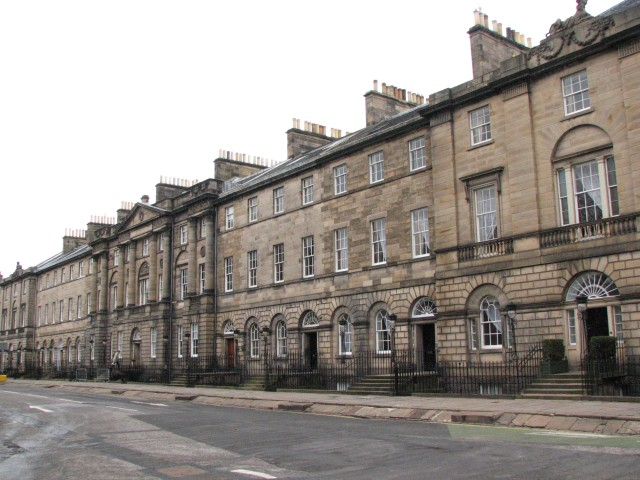
Lado Norte, Charlotte Square, Edimburgo
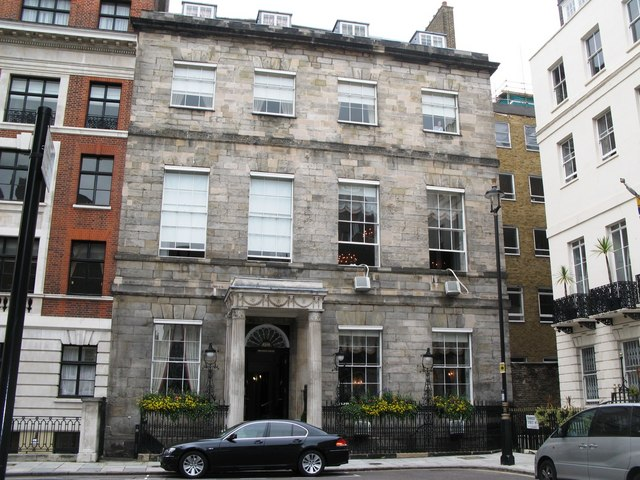
Chandos House Londres
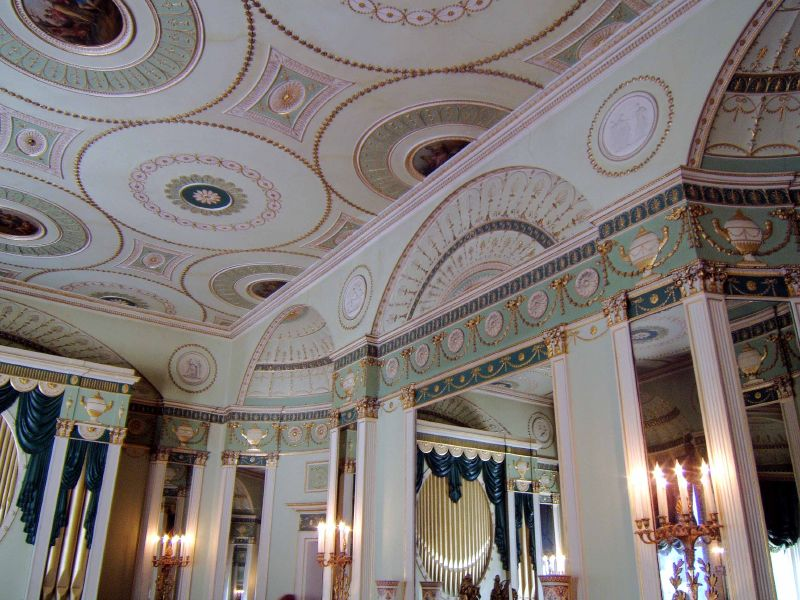
Music Room, Home House, Londres
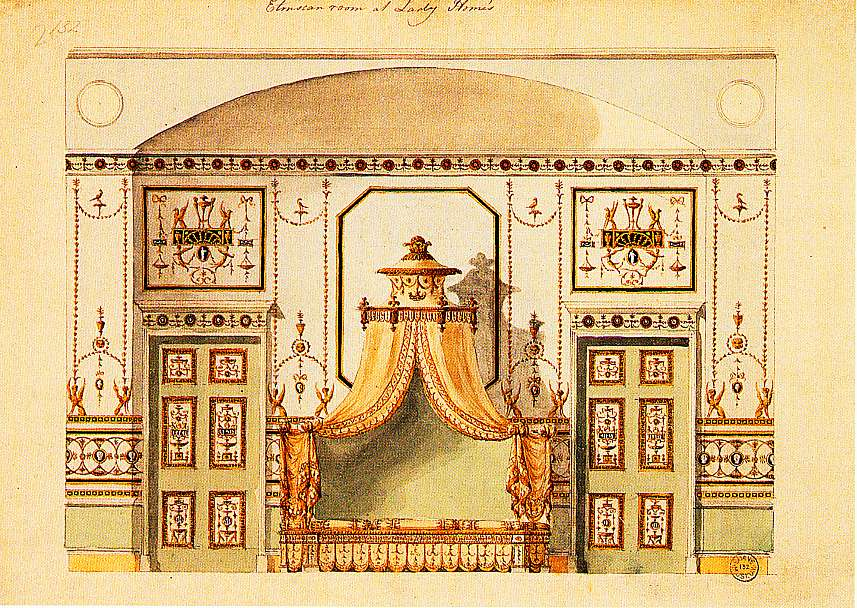
Diseño para la Etruscan Room, Home House, Londres
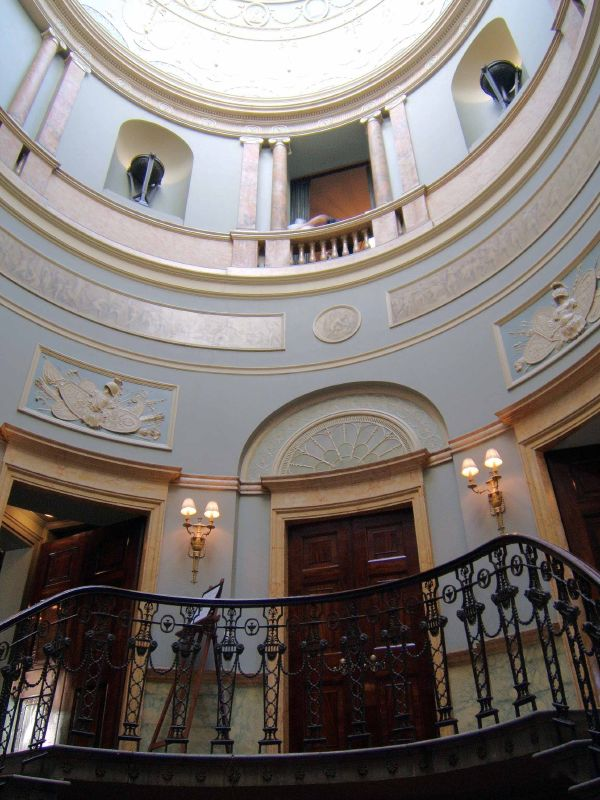
Escaleras, Home House, Londres
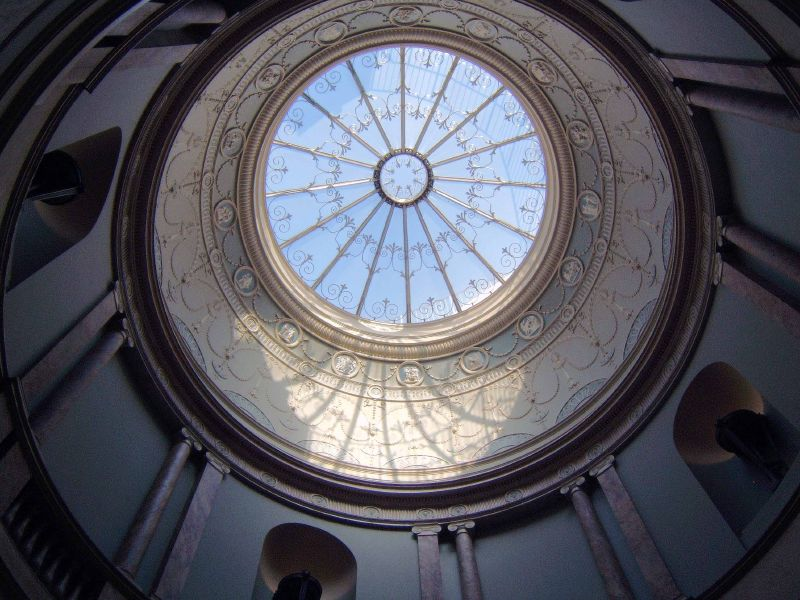
Cúpula de las Escaleras, Home House, Londres
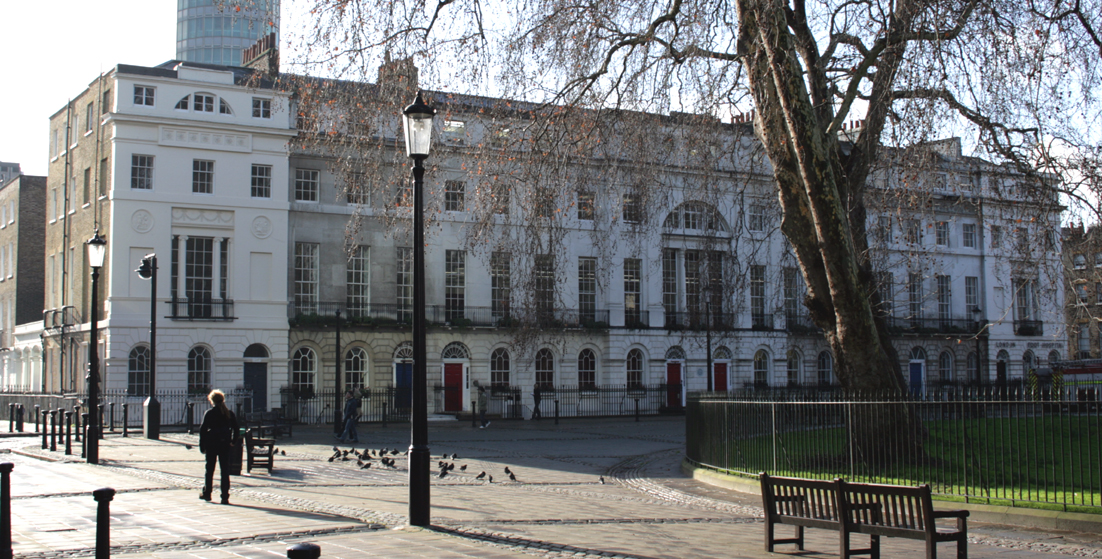
Lado Sur, Fitzroy Square, Londres
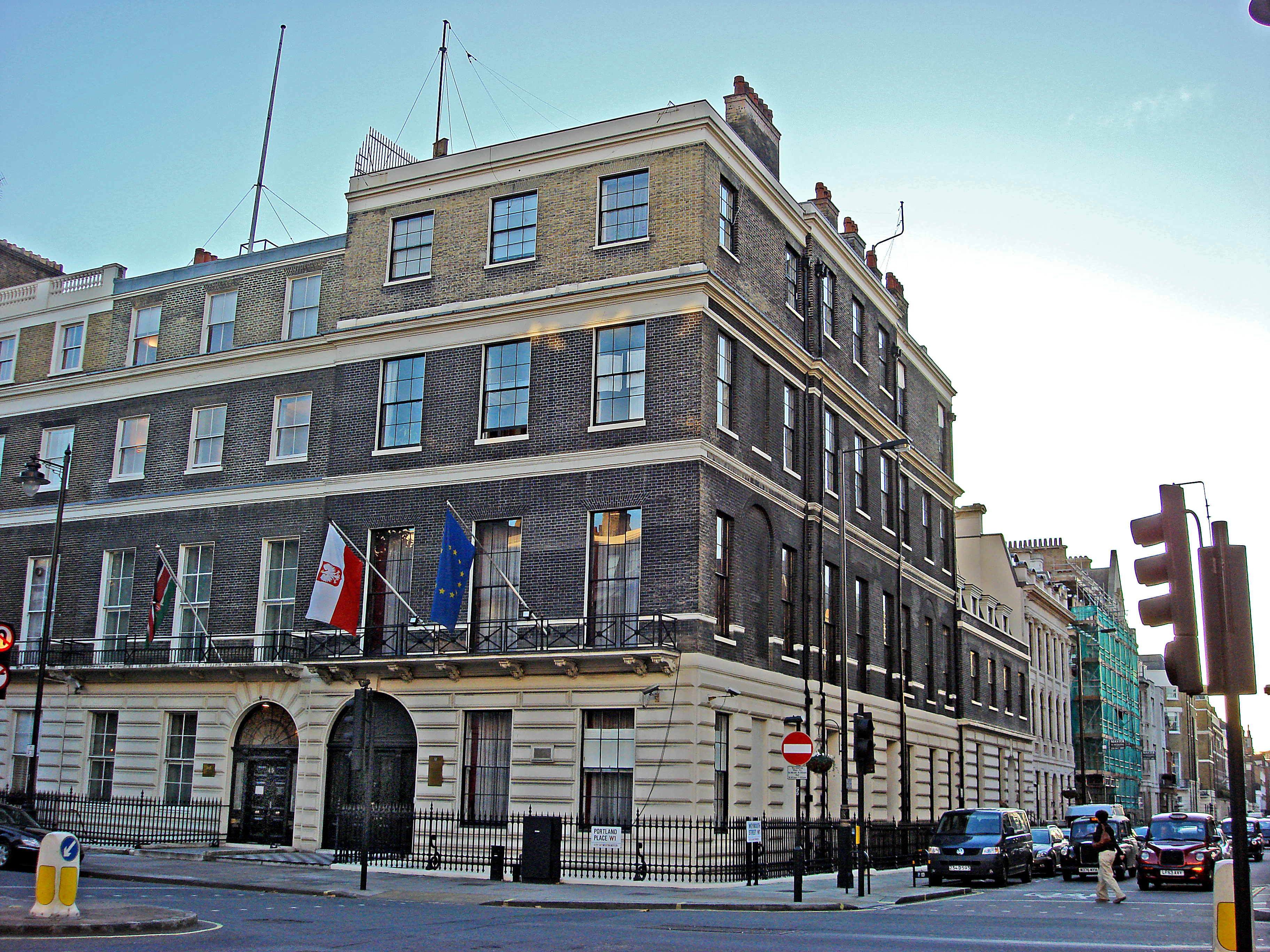
Surviving Adam Houses, Portland Place, Londres
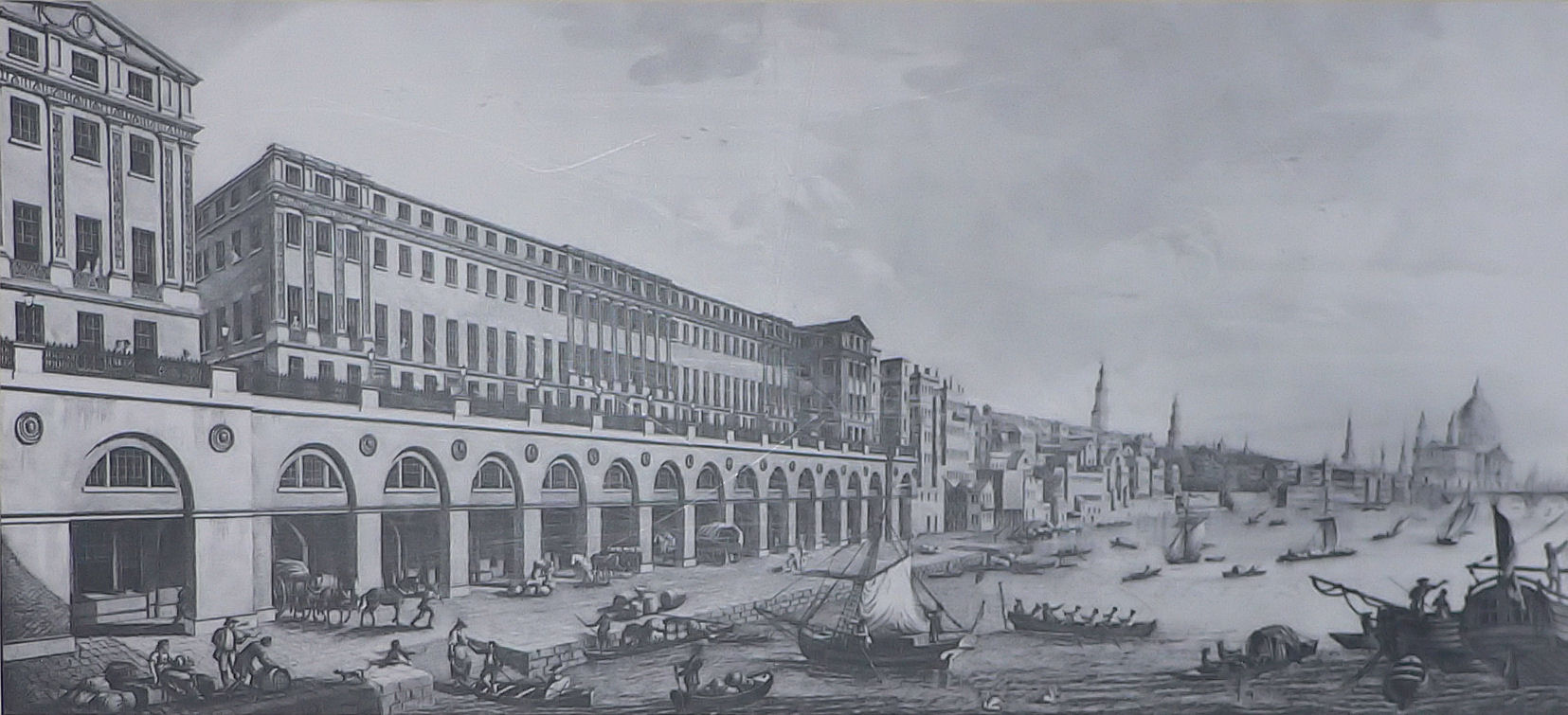
The Adelphi, Londres, ampliamente demolida
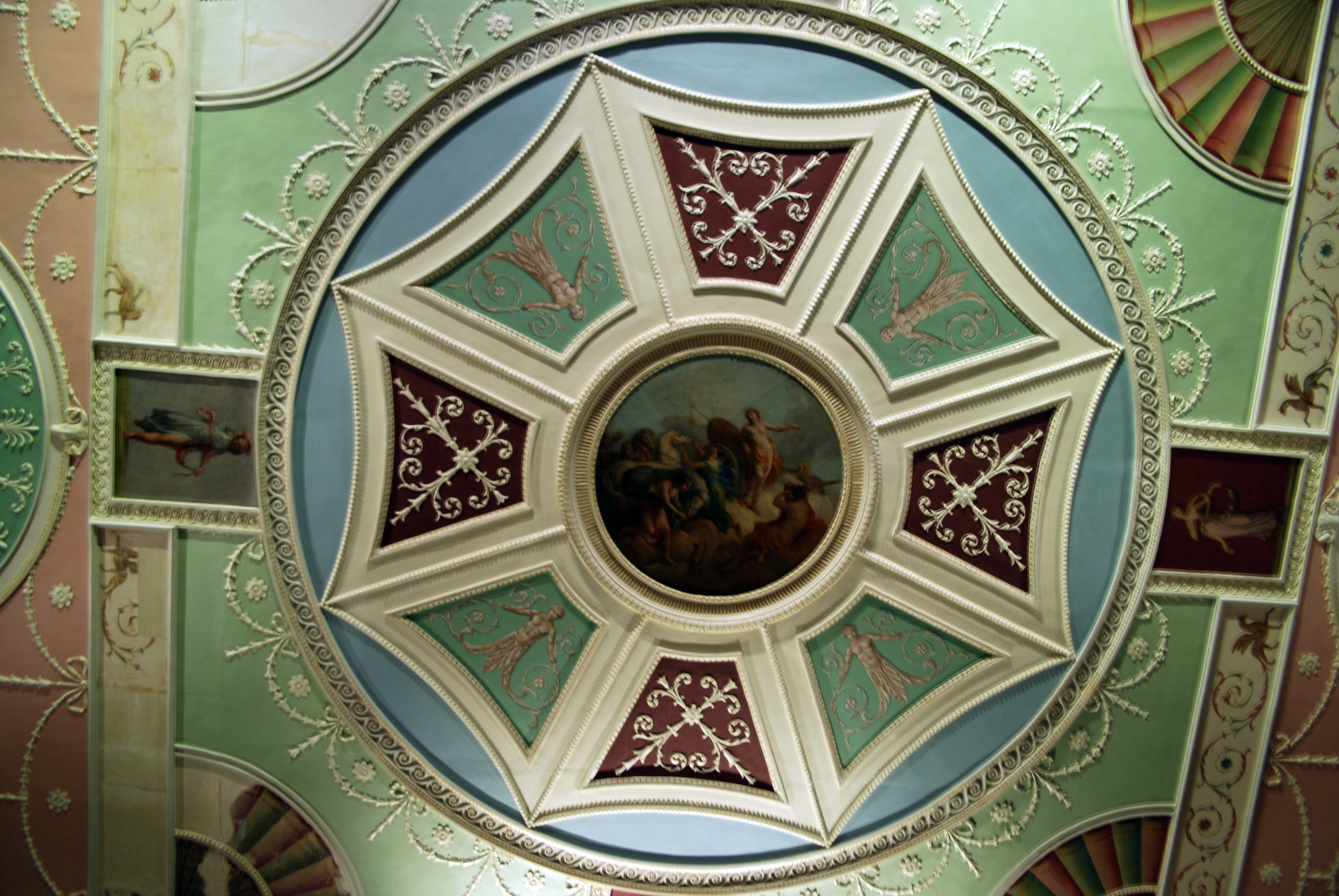
Techo de Robert Adam de la Adelphi, ahora en el V&A
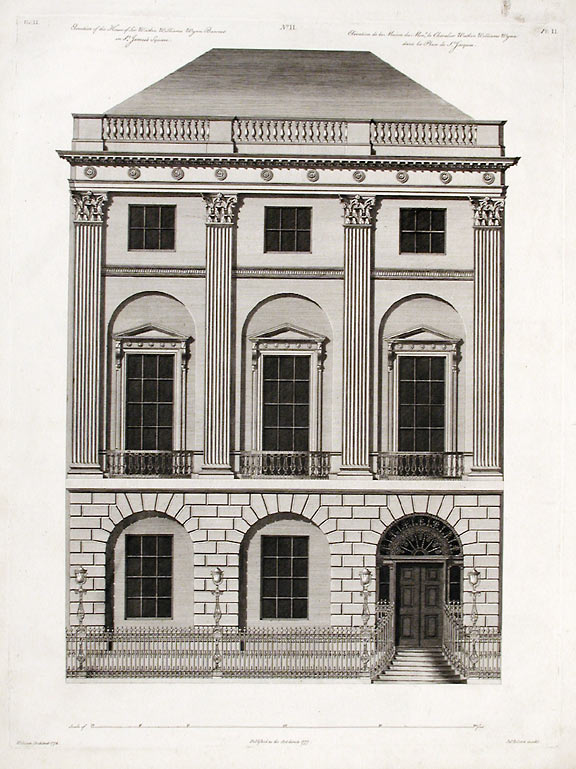
20 St. James's Square, Londres, fachada principal
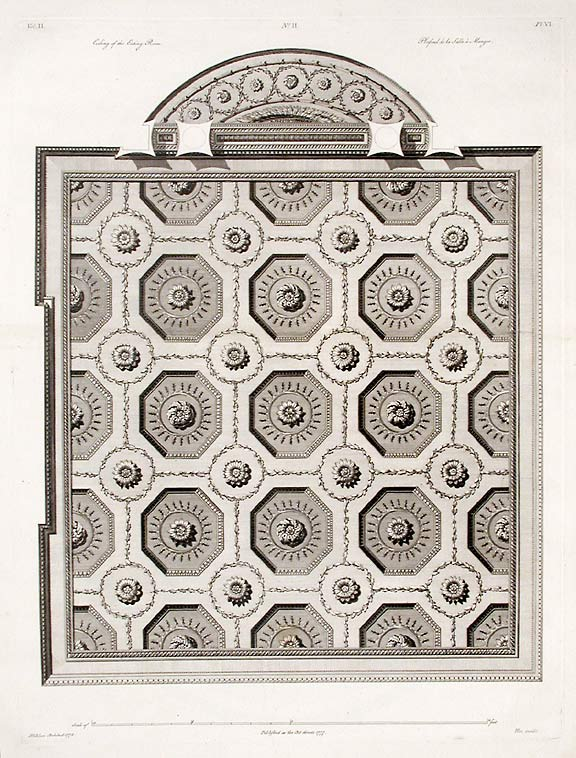
Techo del comedor de la 20 St. James's Square, Londres
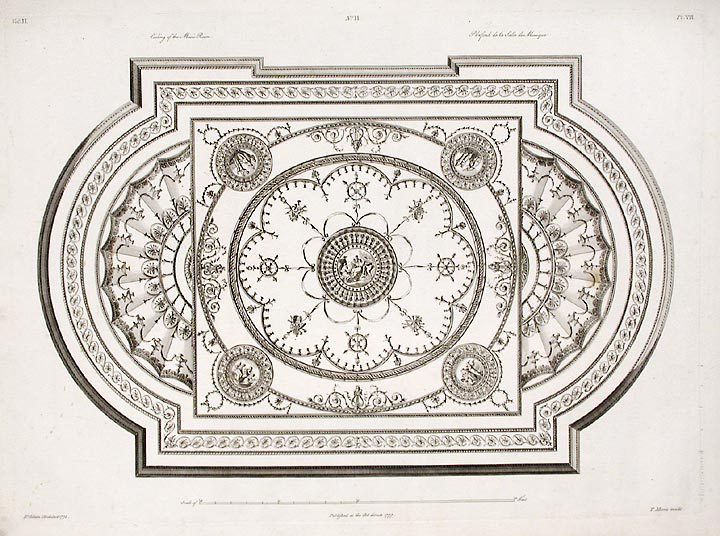
Techo de la sala de Música, 20 St. James's Square, Londres
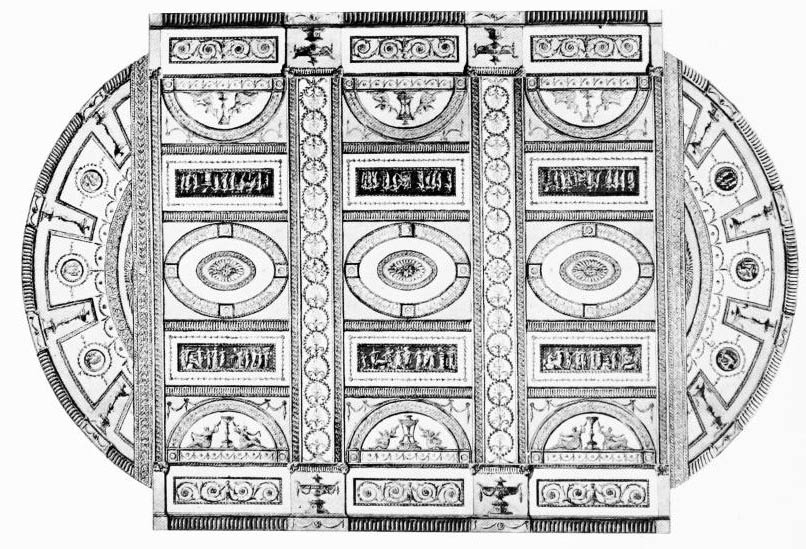
Techo de la sala de Dibujo, 20 St. James's Square, Londres

Obras domésticas urbanas
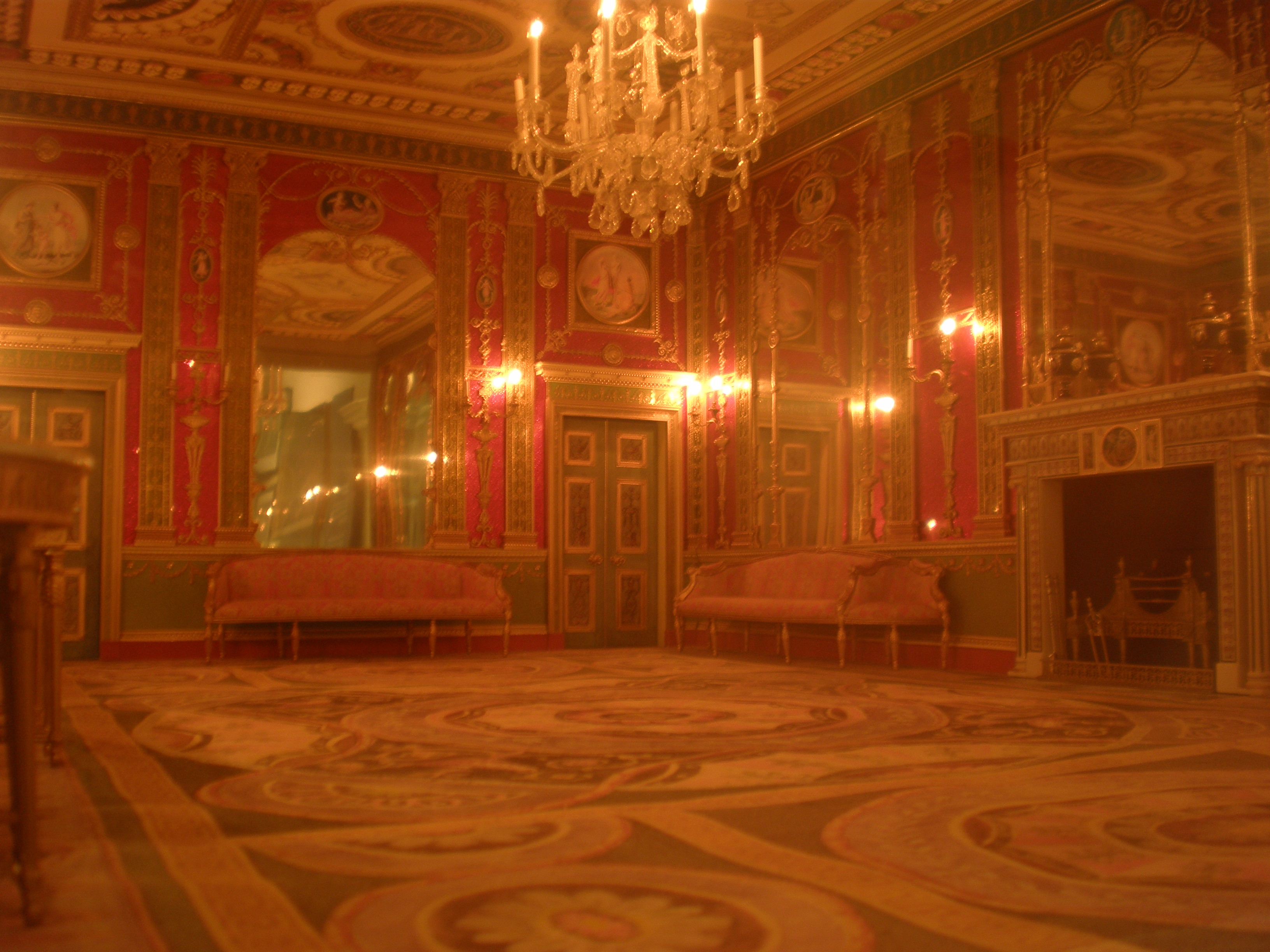
Maqueta de la sala de Dibujo de Vidrio de la Northumberland House, en el V&A
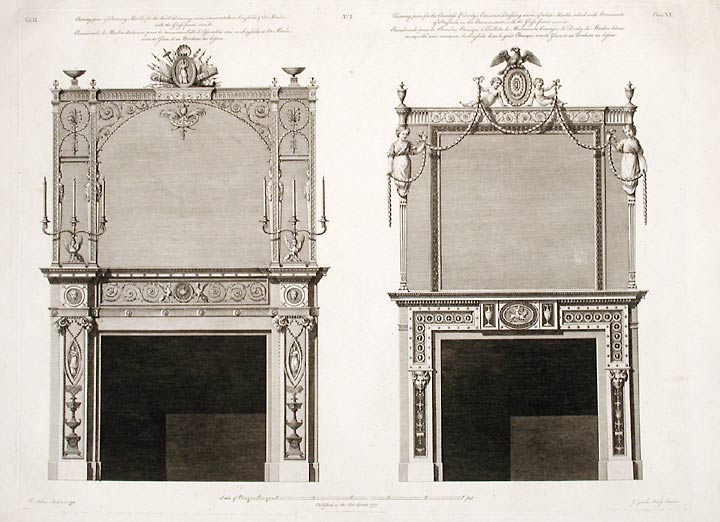
Diseño para chimeneas the withdrawing room and the Countess of Derby's dressing room, Derby House
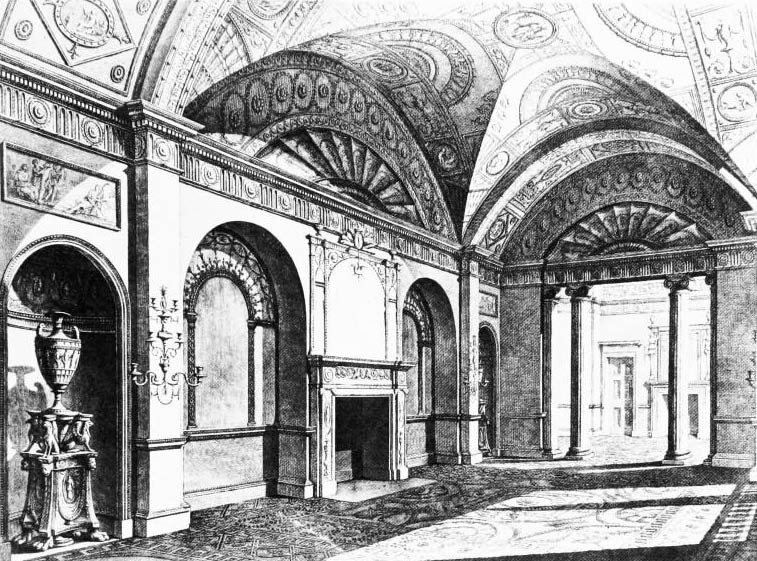
Sala de Dibujo, Derby House
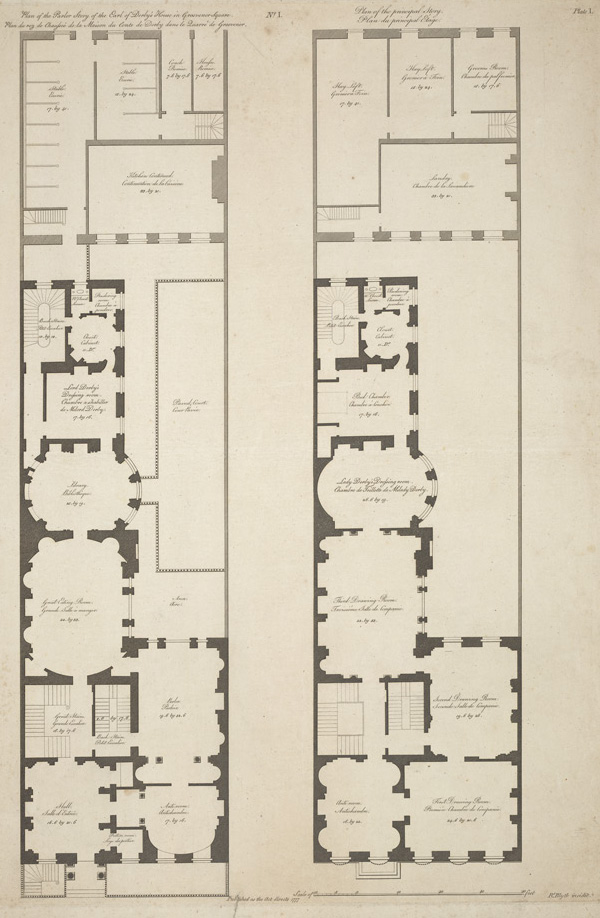
Planta, Derby House
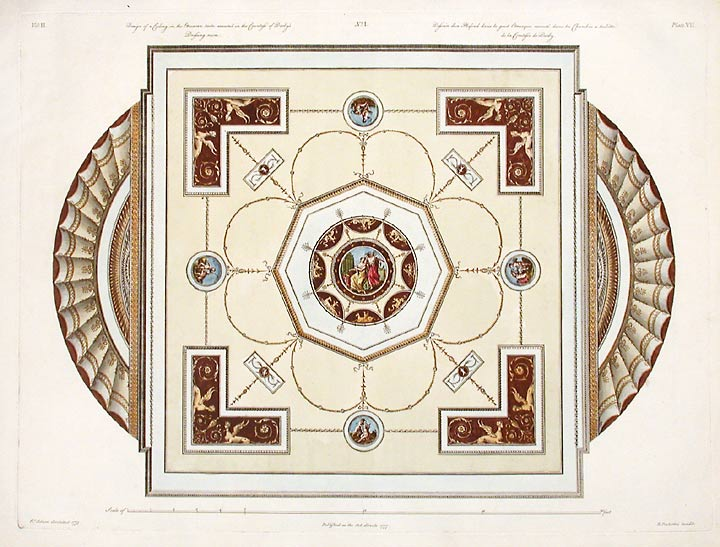
Techos, Countess of Derby's Dressing Room, Derby House
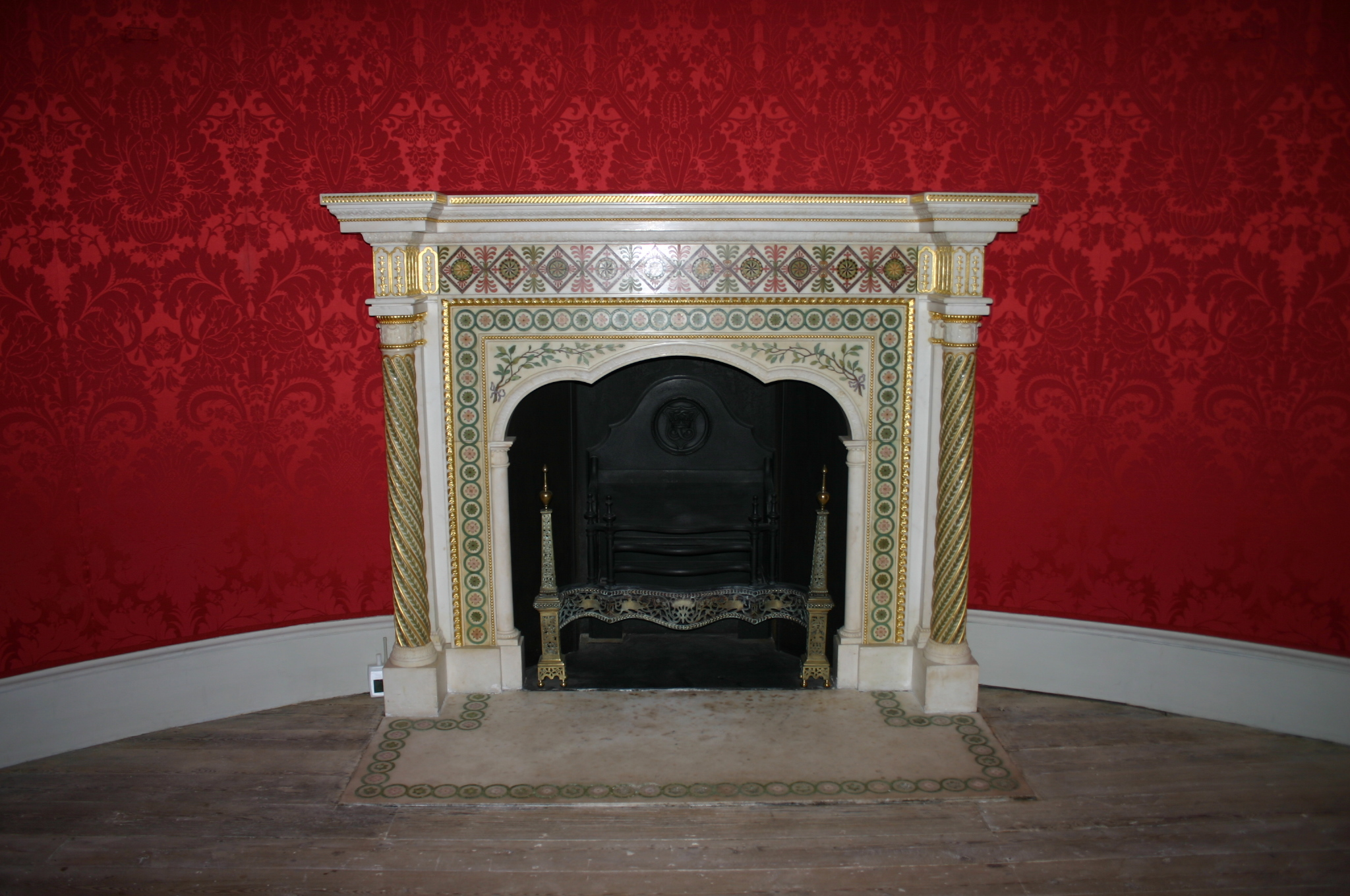
Chimenea, sala redonda, Strawberry Hill House, Middlesex

### Casas de campo con obras mayores
- Dumfries House, Ayrshire (1754-1759)
- Paxton House, cerca de Berwick-upon-Tweed (1758);
- Shardeloes, Amersham, Buckinghamshire (alterada y completada, el diseño original de Stiff Leadbetter) (1759-1763);
- Harewood House, West Yorkshire (1759-1771);
- Kedleston Hall, cerca de Derby (1759-1765);
- Mellerstain House, Kelso, Scottish Borders (1760-1768);
- Osterley Park, west London (1761-1780);
- Mersham le Hatch, Mersham, Ashford, Kent (1762-1766);
- Syon House interior, Brentford (1762-1769);
- Luton Hoo, Bedfordshire (1766-1770) más tarde reconstruido ampliamente en 1816 por Robert Smirke y otros arquitectos más tarde;
- Nostell Priory (1766-1780);
- Newby Hall, Newby Boroughbridge, North Yorkshire (1767-1776);
- Kenwood House, Hampstead, Londres (1768);
- Saltram House, Plymouth, Devon (1768-1769)
- Bowood House, cerca de Calne, Wiltshire, ala diocleciana y otros interiores (1770);
- Castillo de Wedderburn, Duns, Berwickshire (1770-1778);
- Castillo de Culzean, South Ayrshire (1772-1790);
- Moreton Hall, Suffolk (1773-1776), edificio e interiores;
- Stowe, Buckinghamshire (1774);
- Moreton Hall, Bury St Edmund, (1783);
- Castillo de Pitfour, Tayside, atribuido (c.1785-1790);
- Castillo de Seton, East Lothian (1789);
- Newliston, Lothian (1789);
- Dalquharran Castle, South Ayrshire (1789-1792) ahora una ruina;
- Castillo de Airthrey, Stirlingshire (1790-1791);
- Balbardie House, Lothian (1792) demolida;
- Gosford House, cerca de Longniddry, East Lothian (1790-1800).

Casas de campo con obras mayores
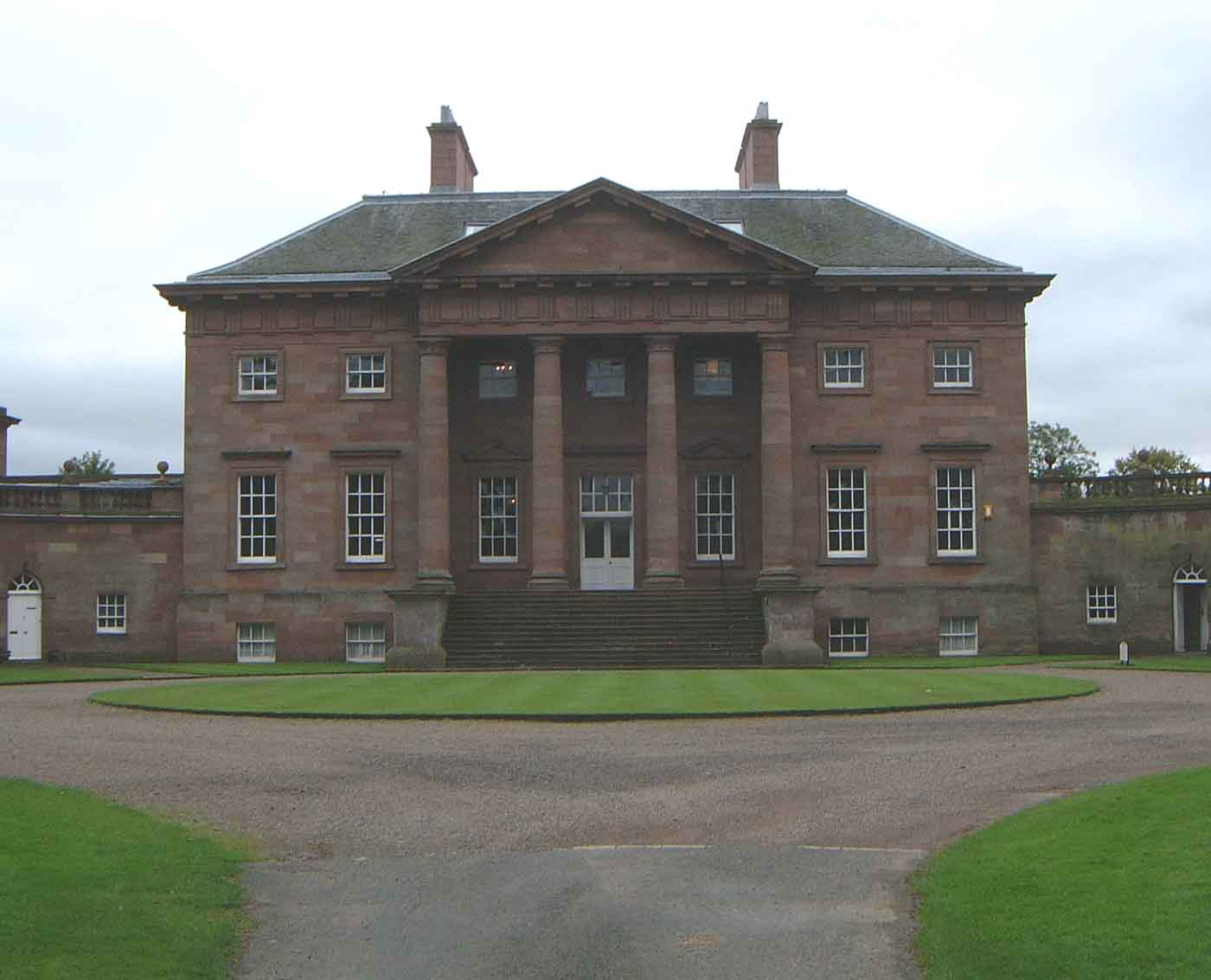
Paxton House, Berwickshire
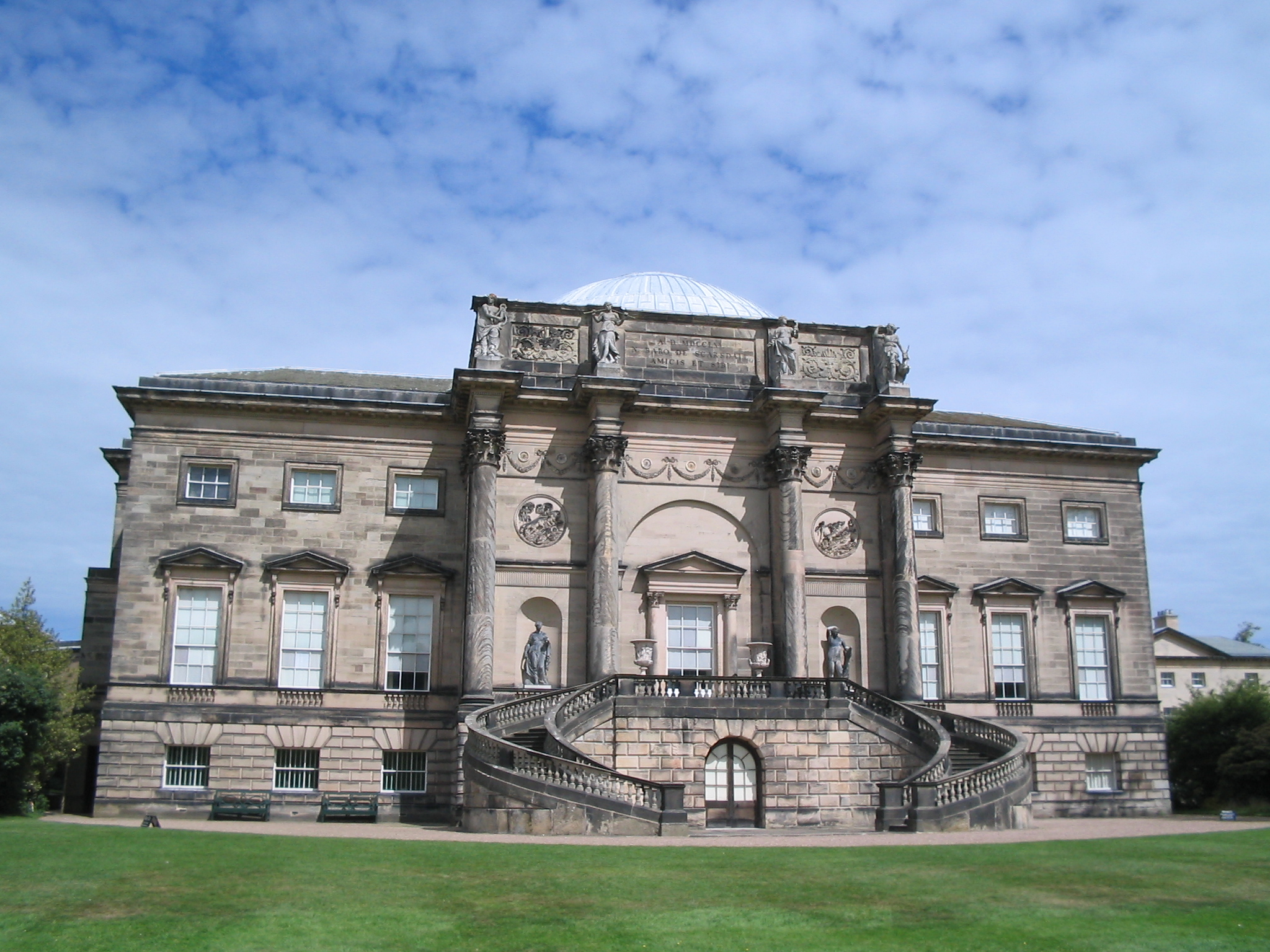
Fachada Sur, Kedleston Hall
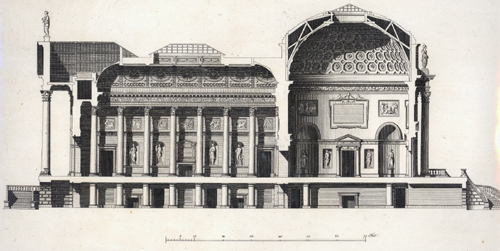
Sección transversal, Kedleston Hall
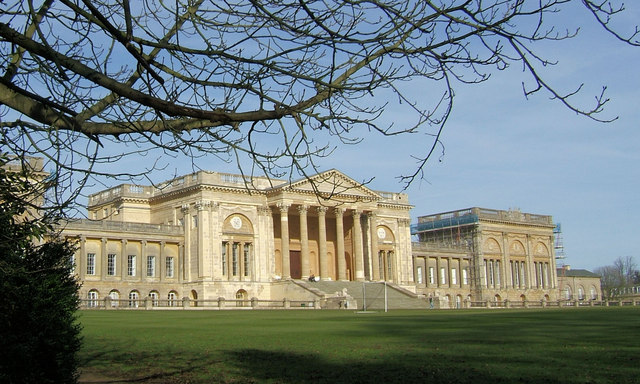
Fachada meridional, Stowe House, modificada ligeramente en la ejecución
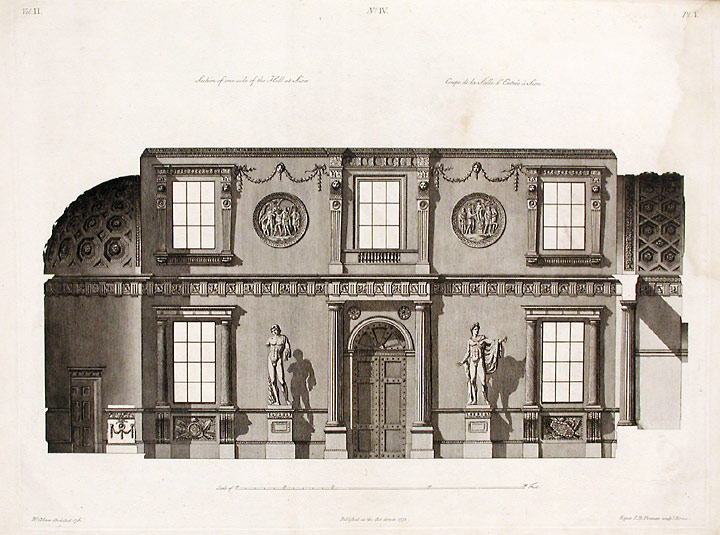
Sección transversal Hall, Syon House, Londres
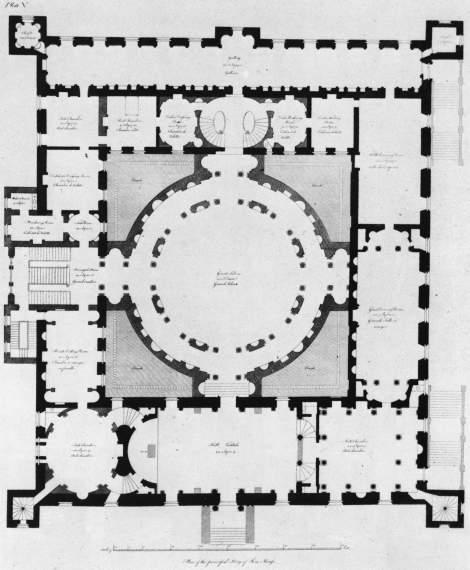
Planta, Syon House, Londres
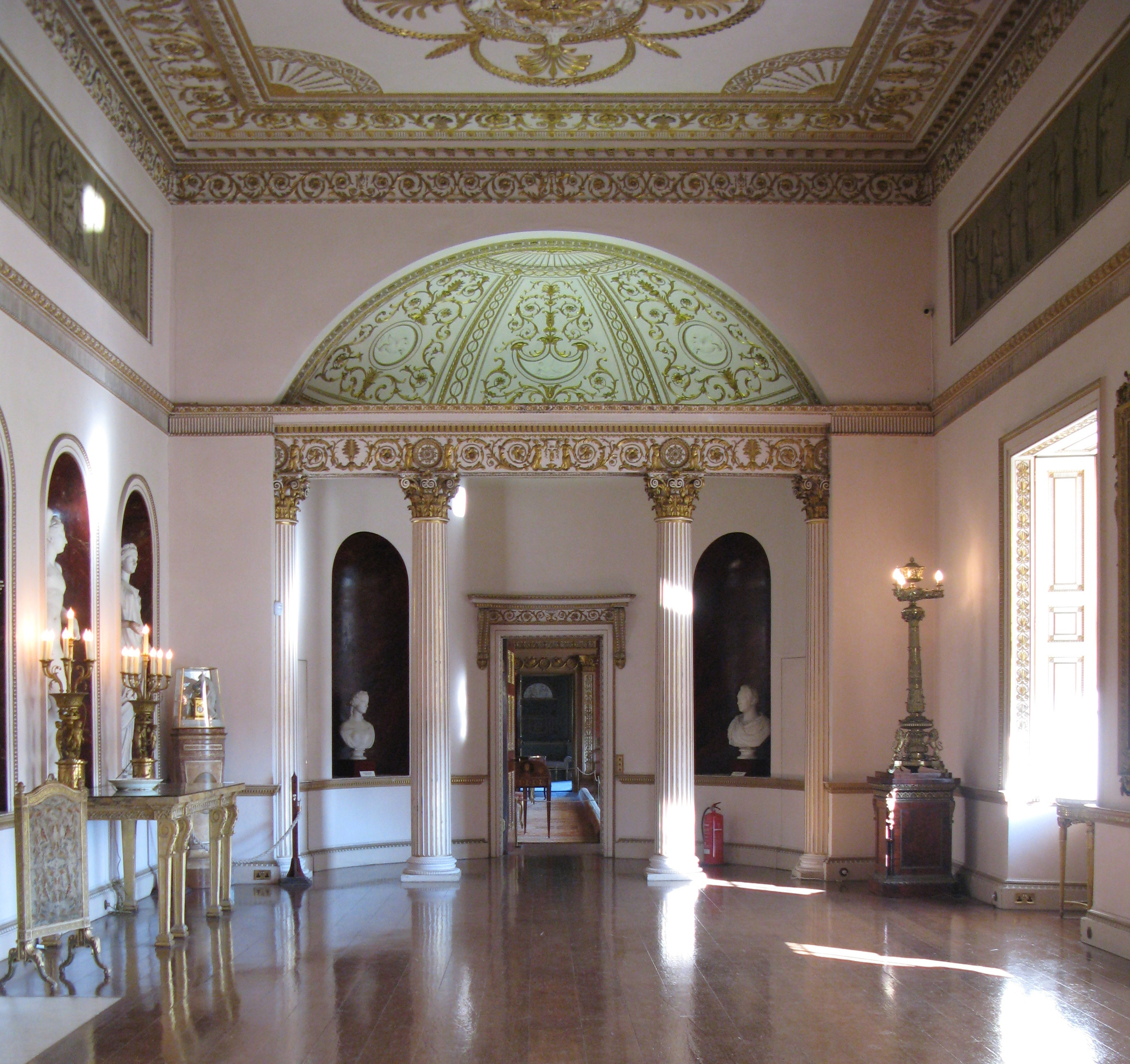
Comedor, Syon House
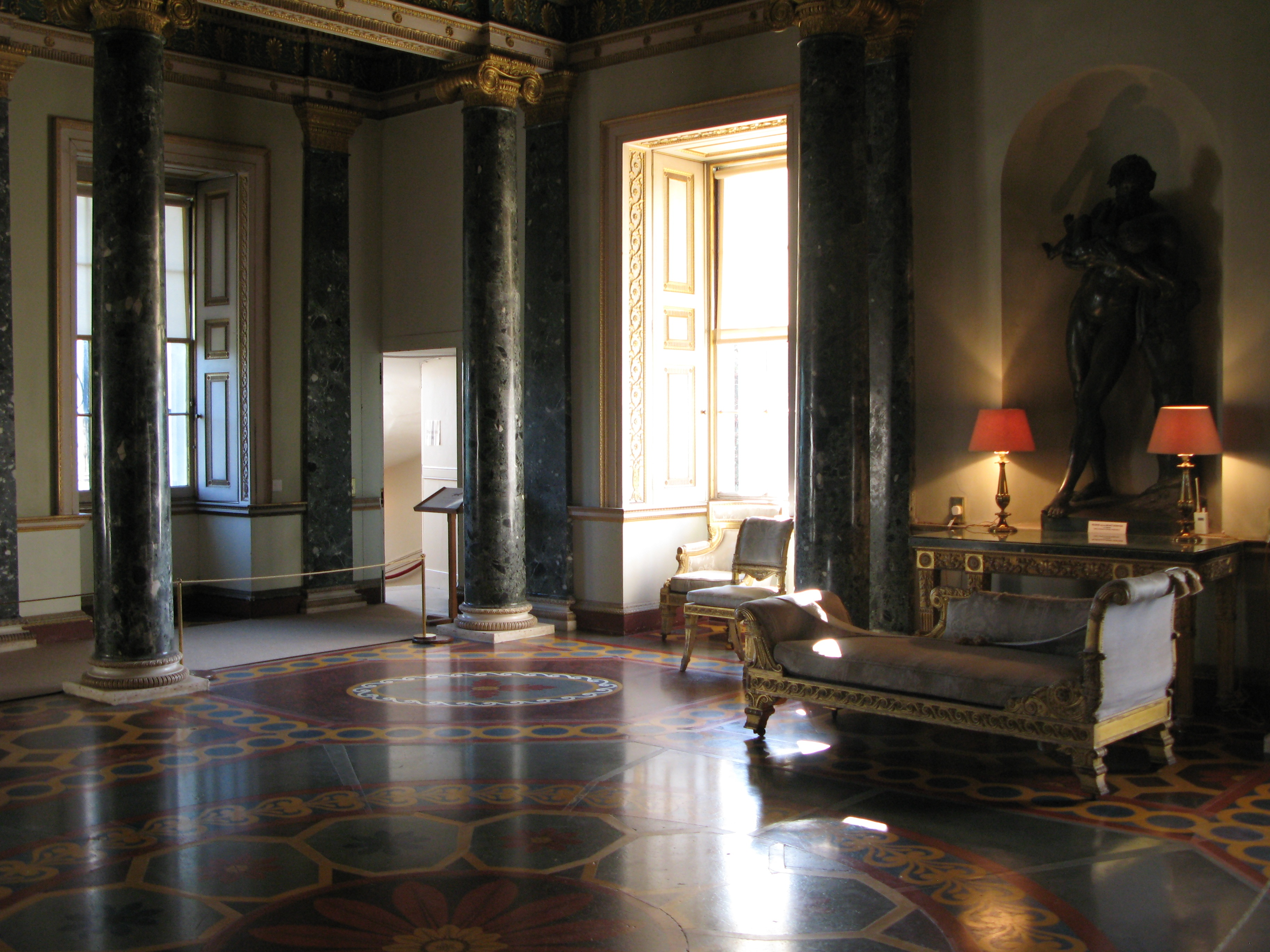
La Ante-Room, Syon House
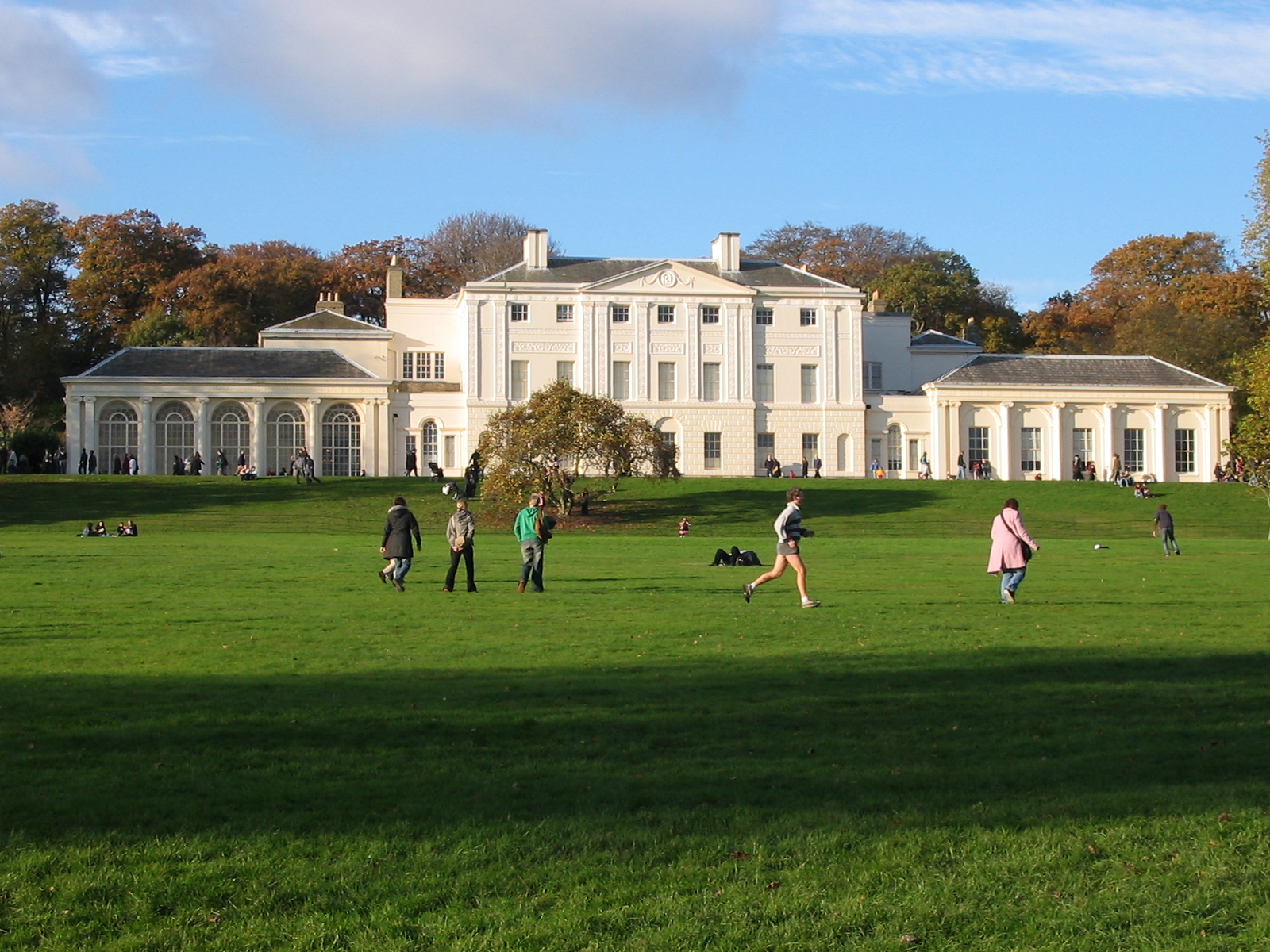
Kenwood House, Londres
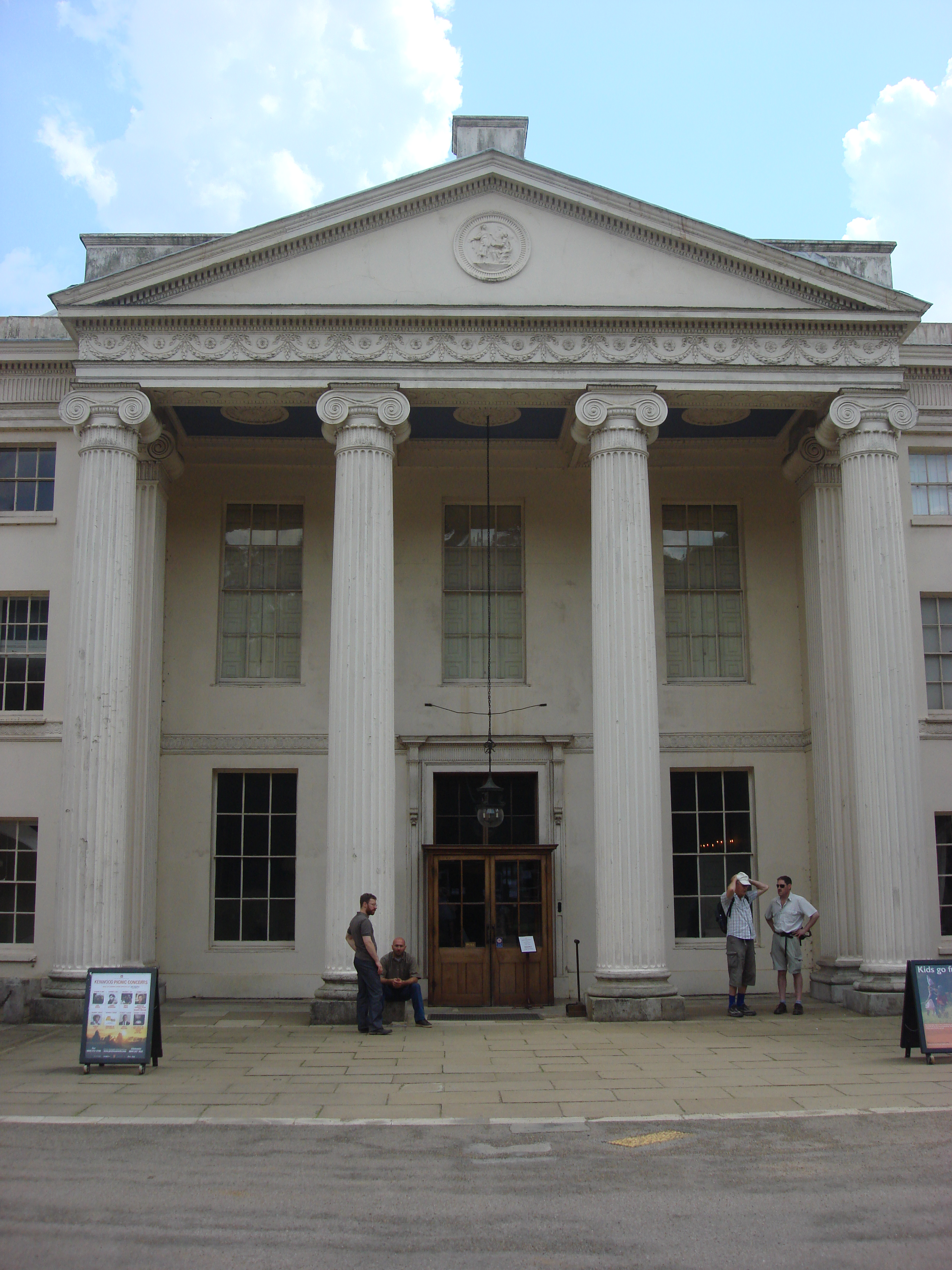
Pórtico de entrada, Kenwood House, Londres
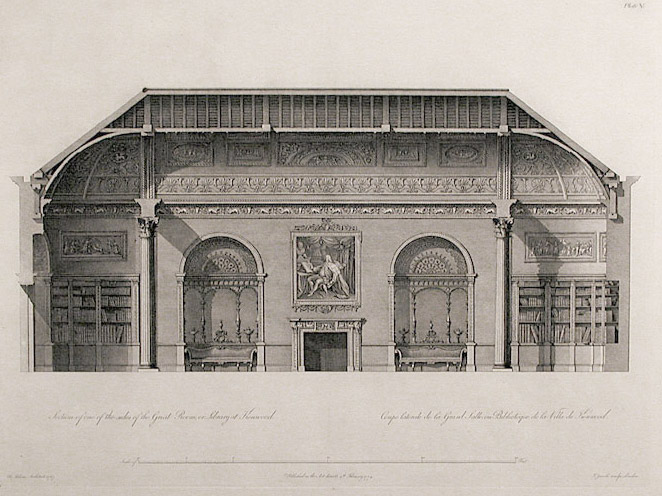
Sección transversal de la biblioteca, Kenwood House, Londres
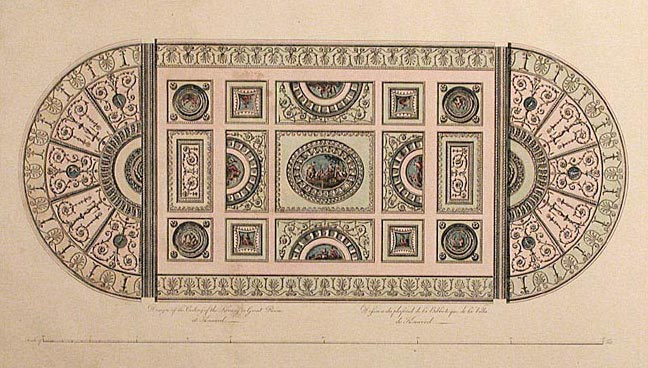
Techo de la biblioteca, Kenwood House, Londres
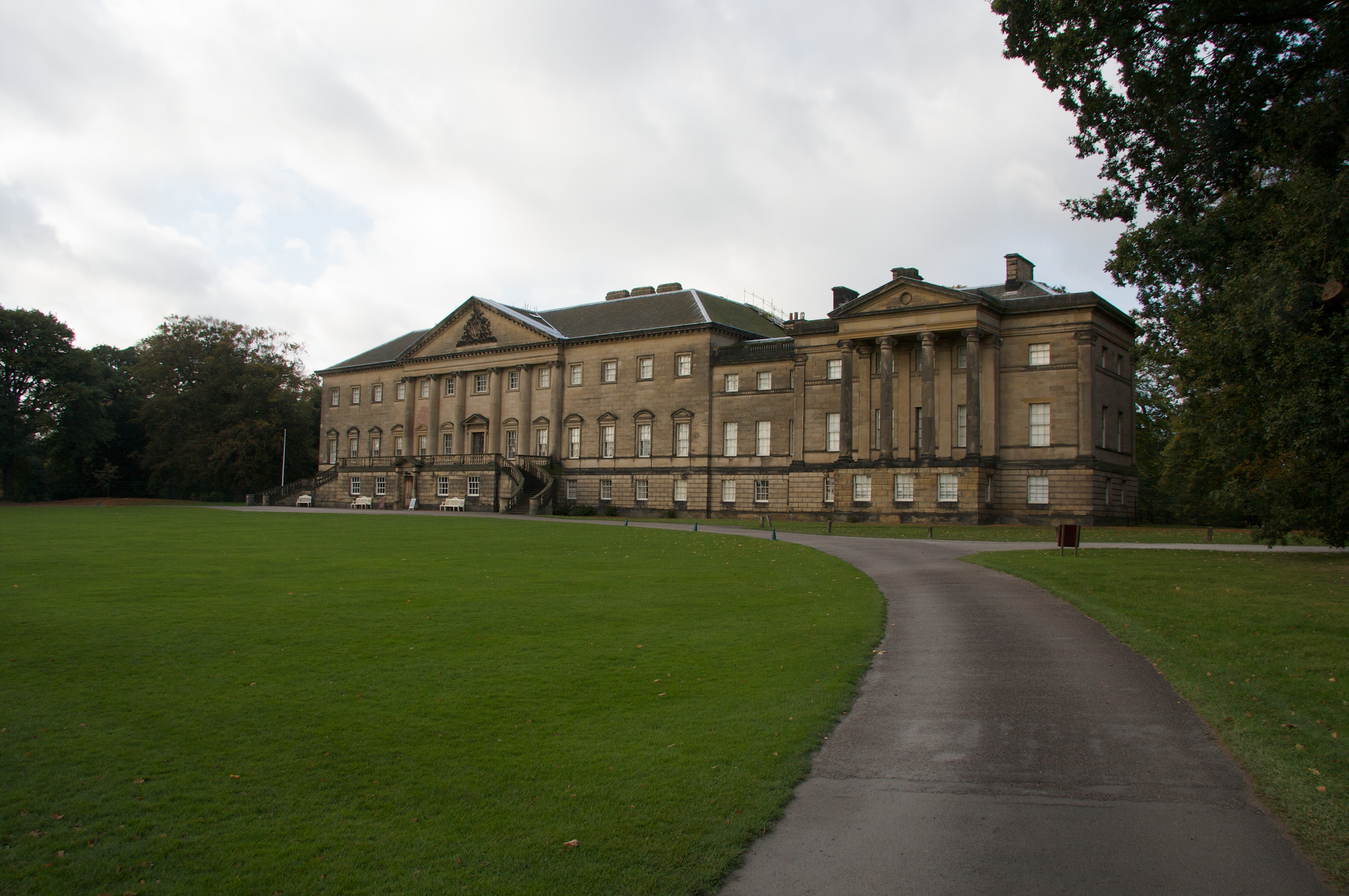
Priorato Nostell, Yorkshire, ala Adam a la derecha
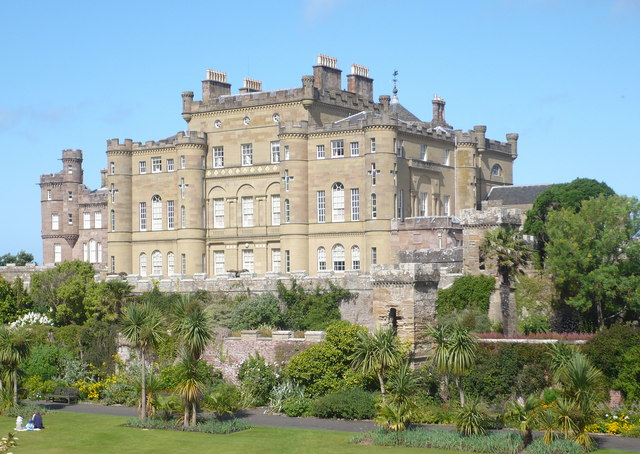
Castillo de Culzean, Ayrshire
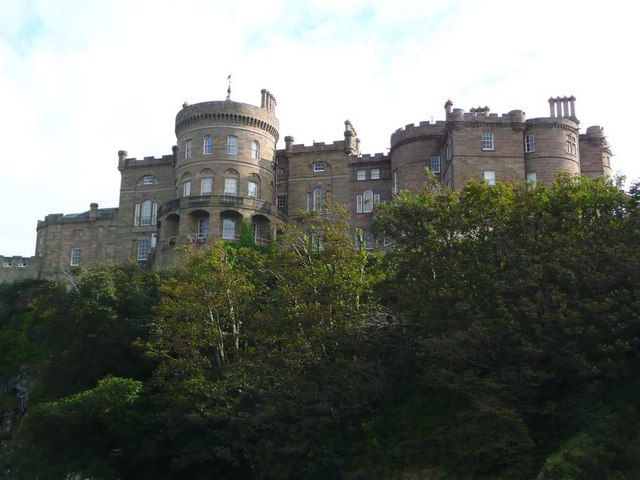
Castillo de Culzean, Ayrshire
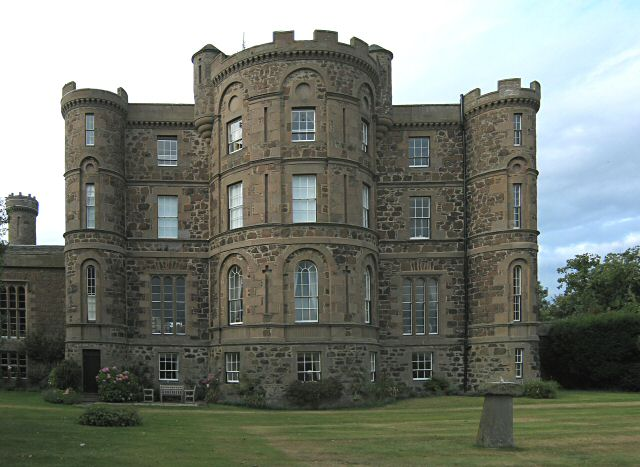
Castillo de Pitfour, Tayside
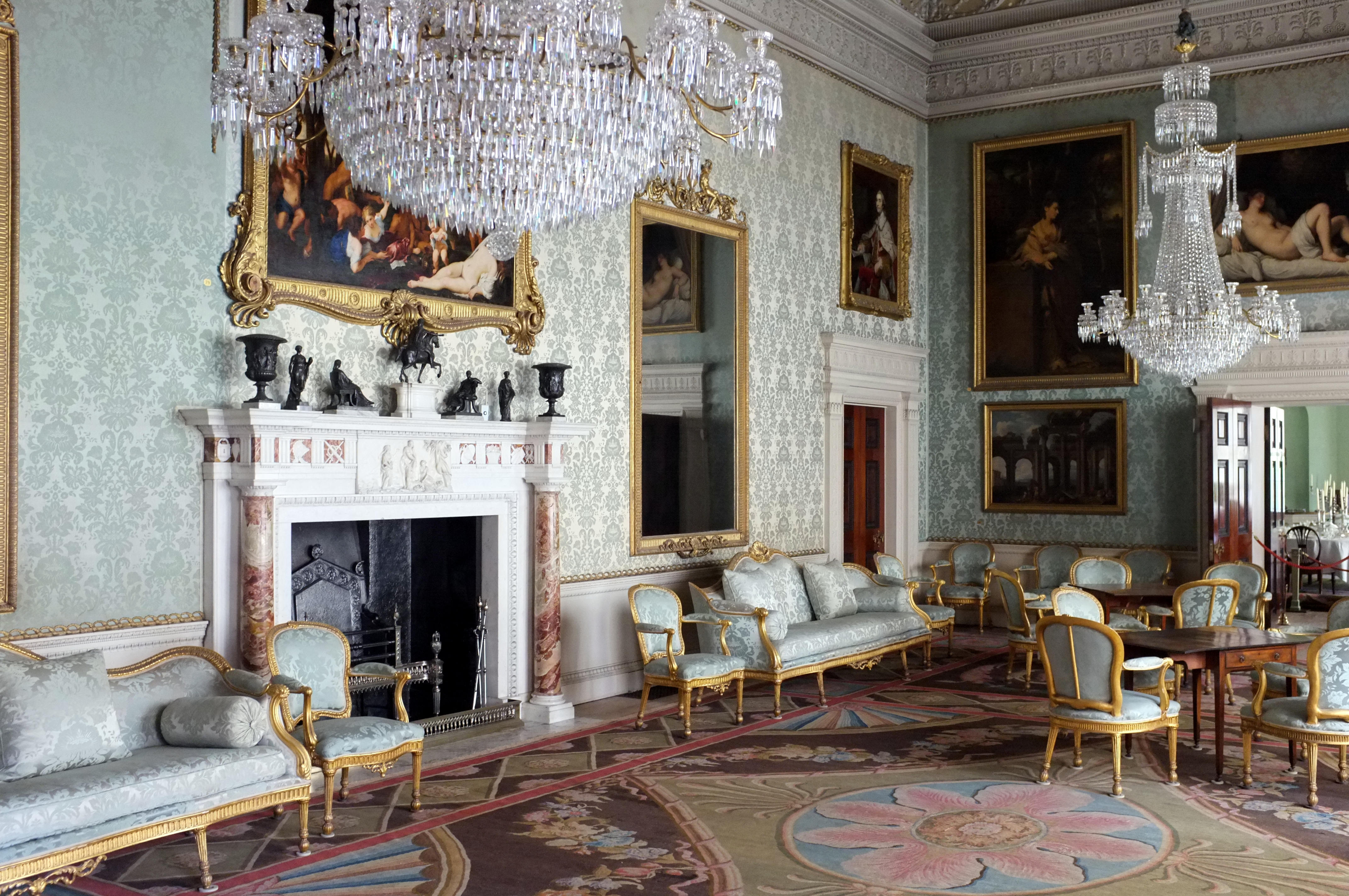
The Saloon, Saltram House
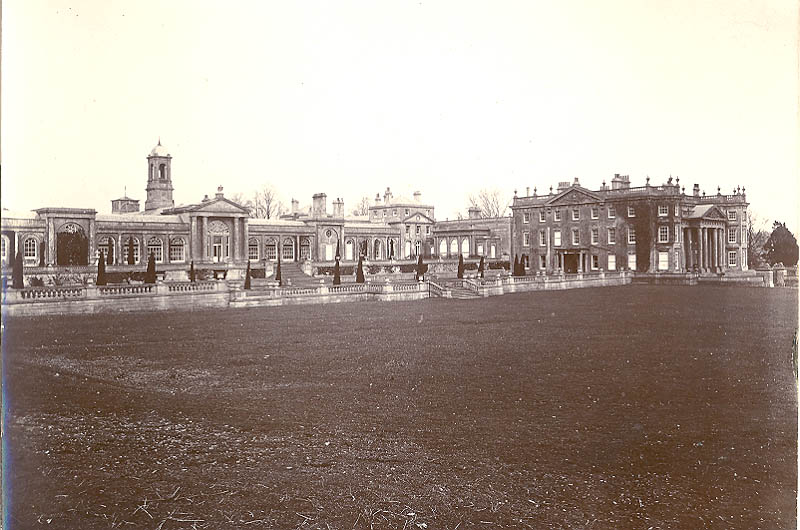
Bowood House, ala diocleciana de Adam a la izquierda, el bloque principal demolida en los años 1950
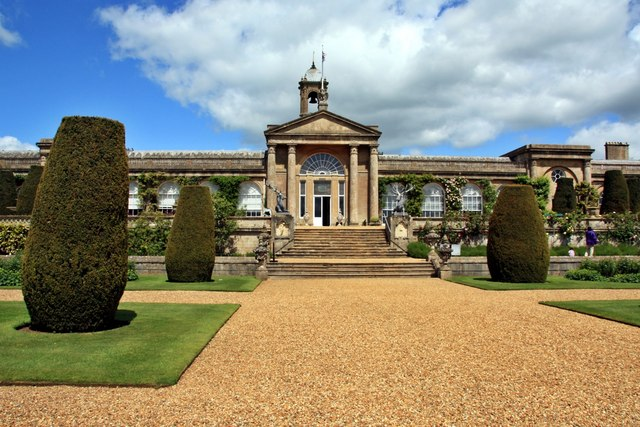
Bowood House, ala diocleciana
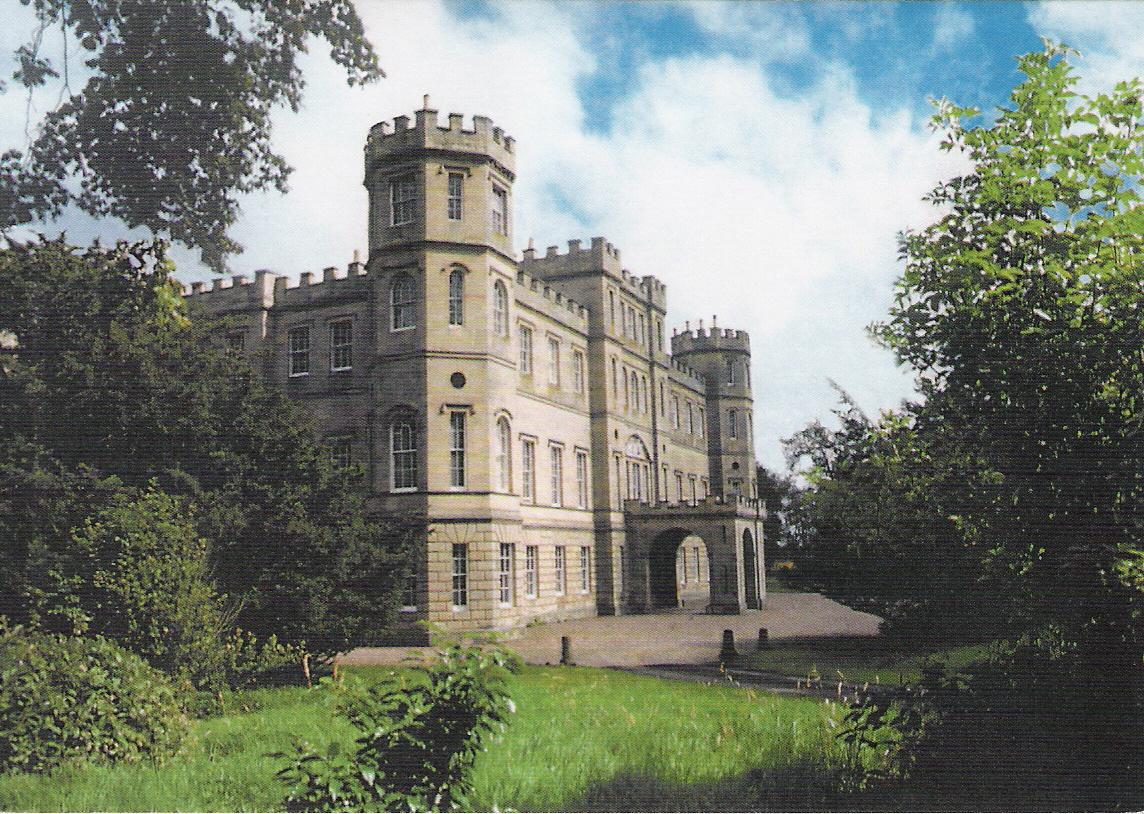
Castillo de Wedderburn, Berwickshire
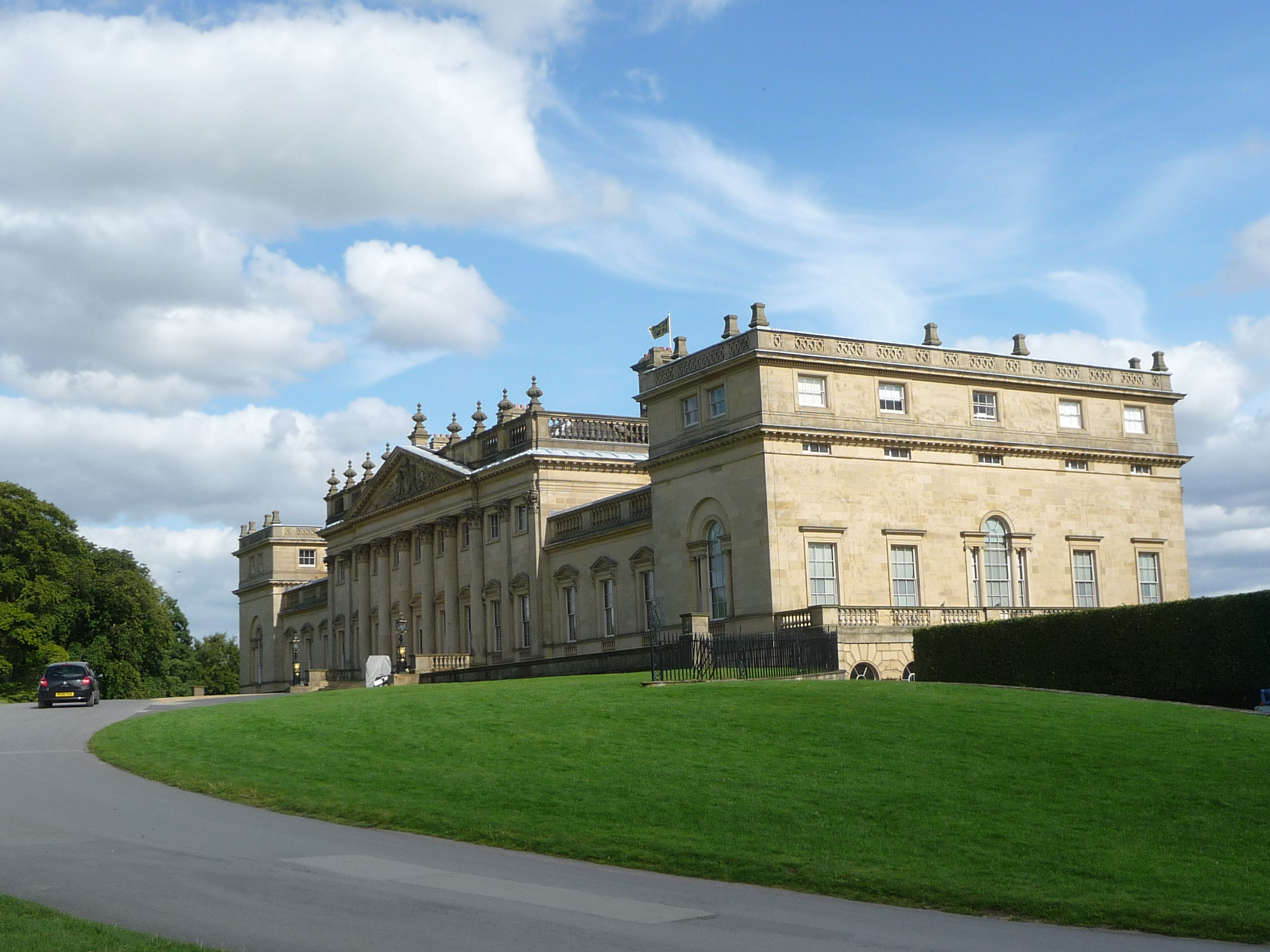
Harewood House, Yorkshire, alterada por sir Charles Barry
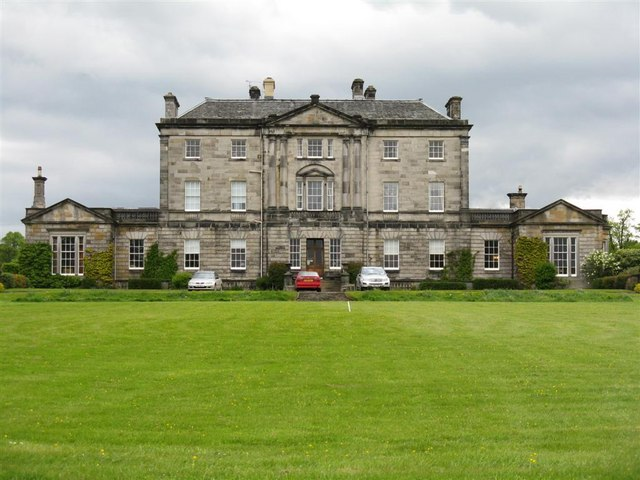
Newliston House
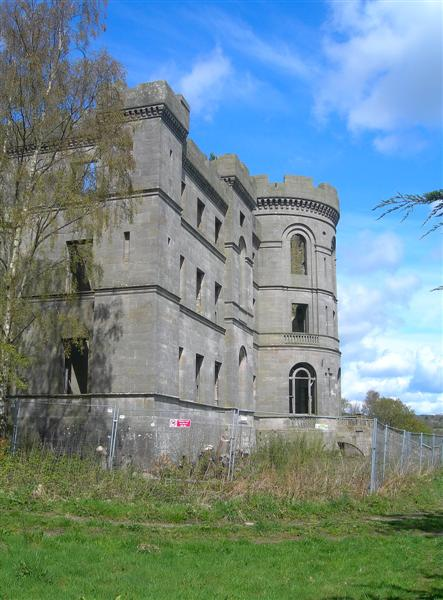
Castillo de Dalquarran, Ayrshire
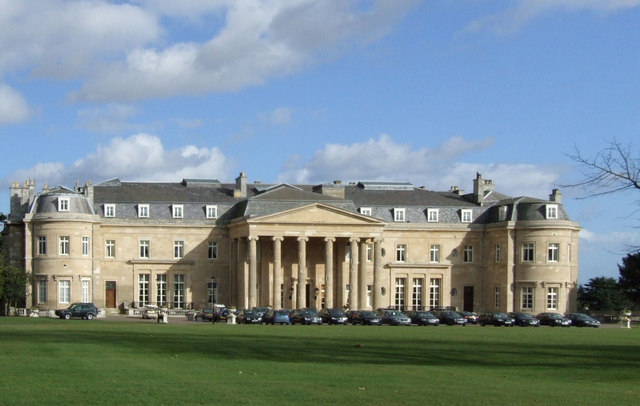
Luton Hoo House, Bedfordshire, alterada por sir Robert Smirke and again in the late 19th century
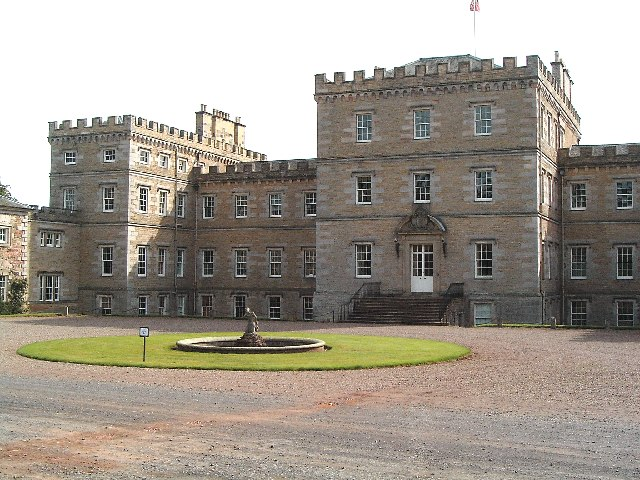
Mellerstain House, Berwickshire
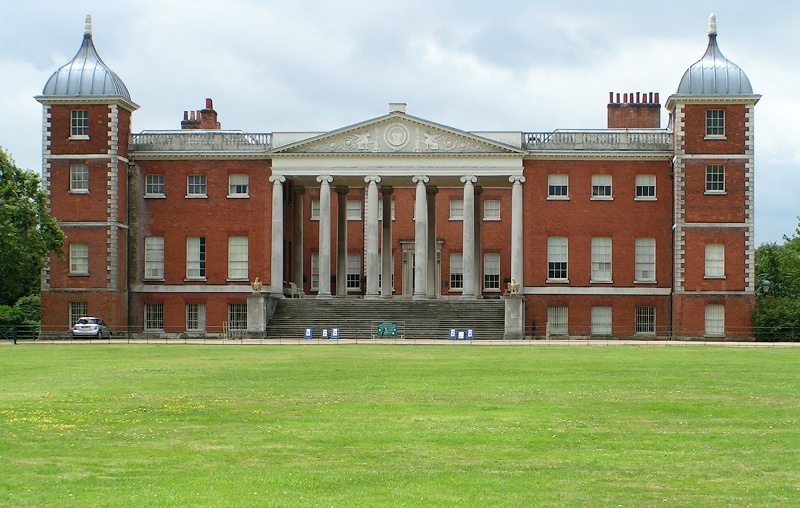
Parque Osterley, Londres

### Edificios de jardín y follies
- Establos, Inveraray Castle, obra conjunta con su hermano John (1758-1760);
- North Lodge, Kedleston Hall (1759)
- Conservatorio Croome Park (1760)
- Rotonda Croome Park, atribuida (1760)
- Vieja Rectoría, Kedleston Hall (c.1761)
- Pantalla de entrada, Moor Park, Hertfordshire (1763)
- The Conservatory, Osterley Park (1763)
- Puente, Audley End House, Essex (c.1763-1764)
- Pabellón del Te, Moor Park, Hertfordshire (c.1764
- Puerta en el castillo de Kimbolton (c.1764)
- Puente, Kedleston Hall 1764
- Estate Village Lowther, Cumbria (1766)
- Dunstall 'Castle' y Garden Alcove, Croome Park (1766)
- Arco de Entrada, Croome Court (1767)
- Entrance Screen, Cullen House, Cullen, Moray (1767)
- Puente, parque Osterley (c.1768)
- Pantalla de entrada, Syon House (1769)
- Fishing, Boat & Bath House, Kedleston Hall (1770-1771)
- Templo Circular, Audley End House, Essex (1771)
- Puente Lion, Alnwick (1773)
- Stag Lodge, Saltram House, Devon (c.1773)

```
*The Stables, Featherstone entrada y arco Huntwick 
Nostell Priory
 (1776)
```

- Wyke Green Lodges, Osterley, Middlesex (1777) remodelada
- Home Farm, Castillo de Culzean, Ayrshire (1777-1779)
- Brizlee Tower, Alnwick, torre gótica (1777-1781)
- Templo de Oswald, Auchincruive, Ayrshire (1778)
- Arco 'Arruinado' y viaducto, castillo de Culzean (1780)
- Conservatorio semicircular, parque Osterley (1780)
- Puente Tea House, Audley End House, Essex (1782)
- Los Establos, castillo de Culzean (c. 1785)
- Establos, Castle Upton, Templepatrick, Co. Antrim, Irlanda (1788-1789) Importante rango de edificios de oficinas en el estilo del castillo.
- Puente Montagu, palacio de Dalkeith, Lothian (1792)
- Loftus Hall, Fethard-on-sea, Co. Wexford, Irlanda. fecha desconocida. Puertas propuestas.
- Lion Gate and Lodge, Syon Park, Londres. fecha desconocida.

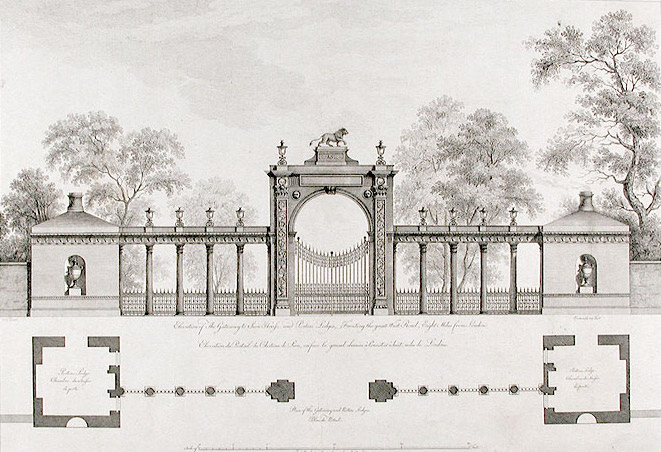
Screen, Syon House, Londres
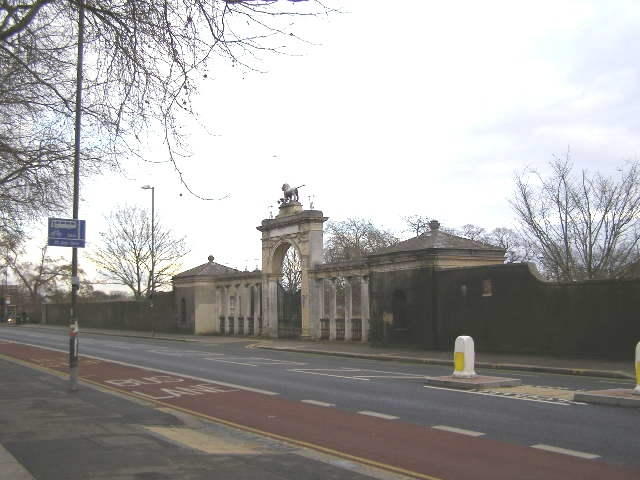
The Lion Gate, Syon Park, Londres
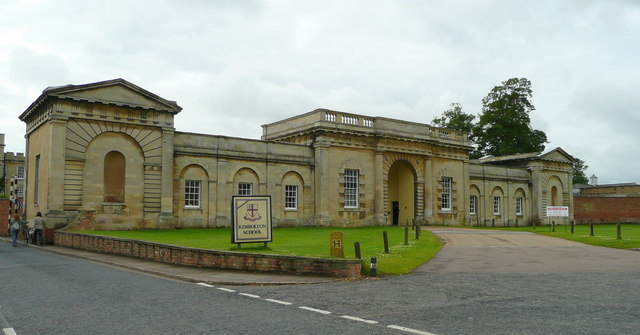
Puerta en el castillo de Kimbolton
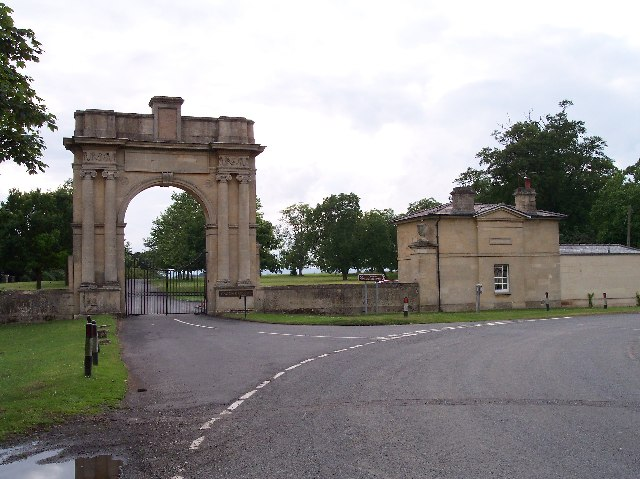
Arco de entrada, Croome Park, Worcestershire
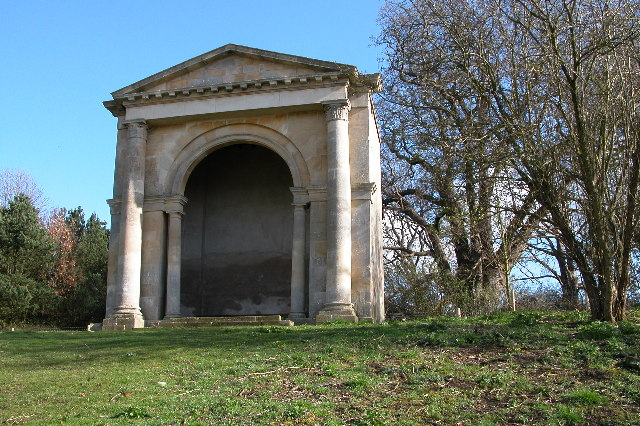
Garden Alcove, Croome Court, Worcestershire
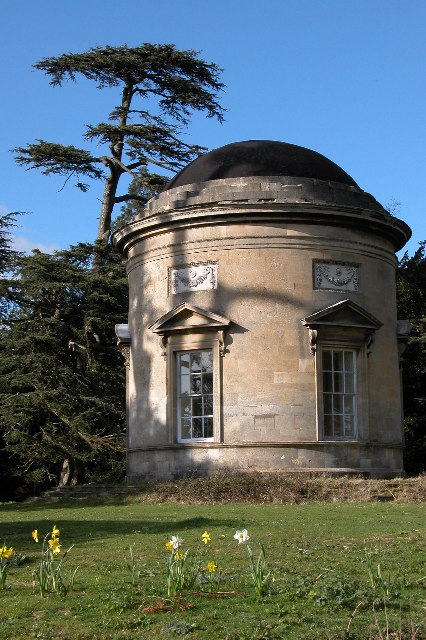
Rotonda, Croome Park, Worcestershire
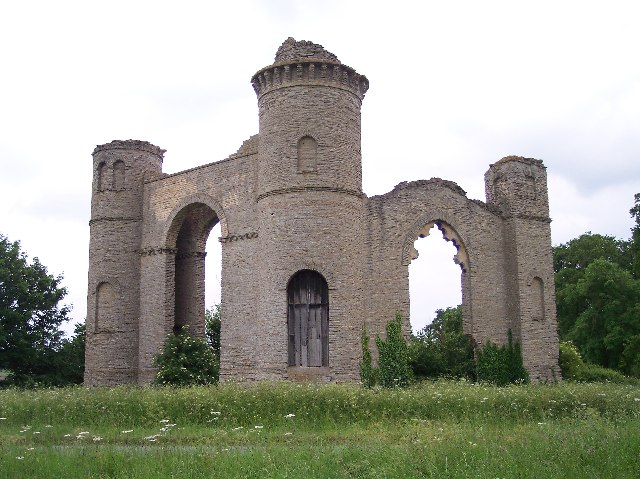
Dunstall "Castle", Croome Court, Worcestershire
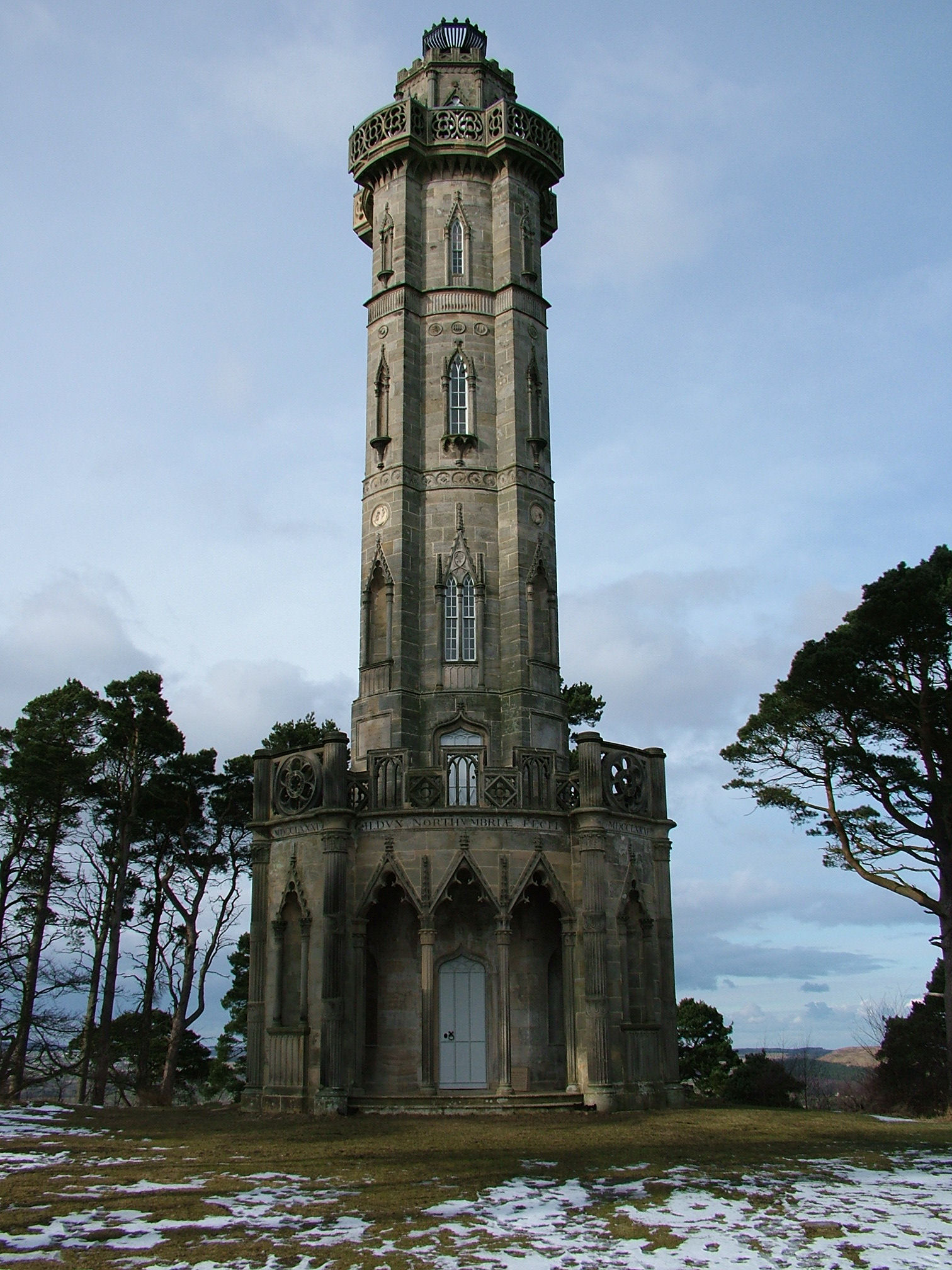
Brizlee Tower, Alnwick
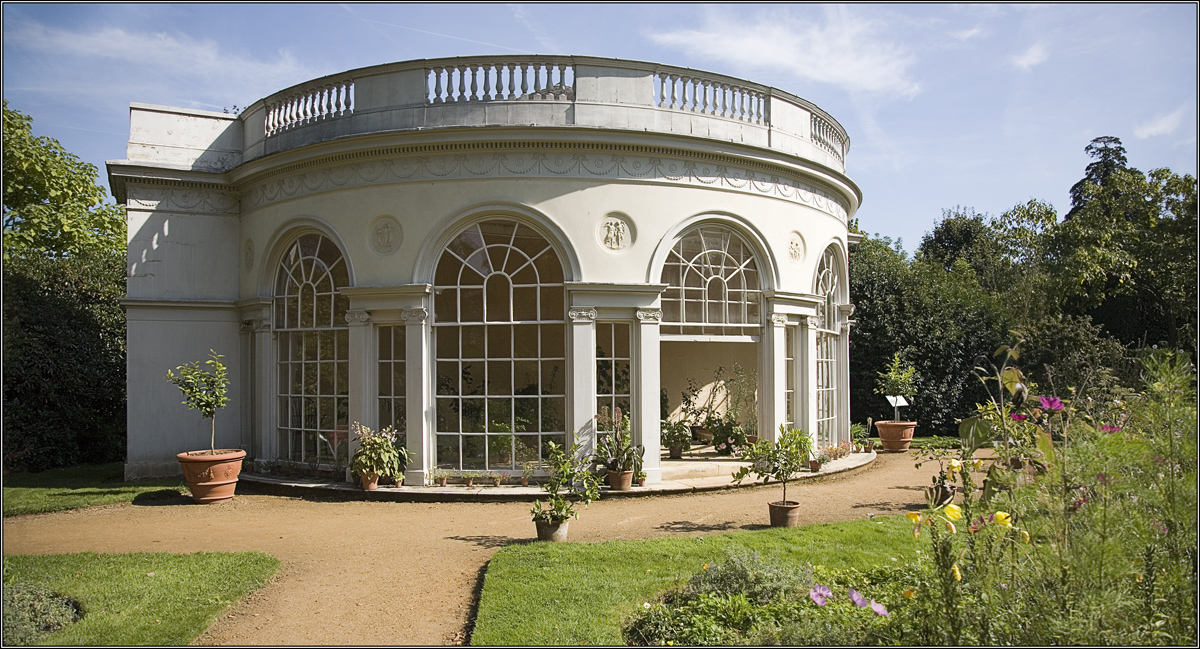
El conservatiro semicircular, Osterley Park
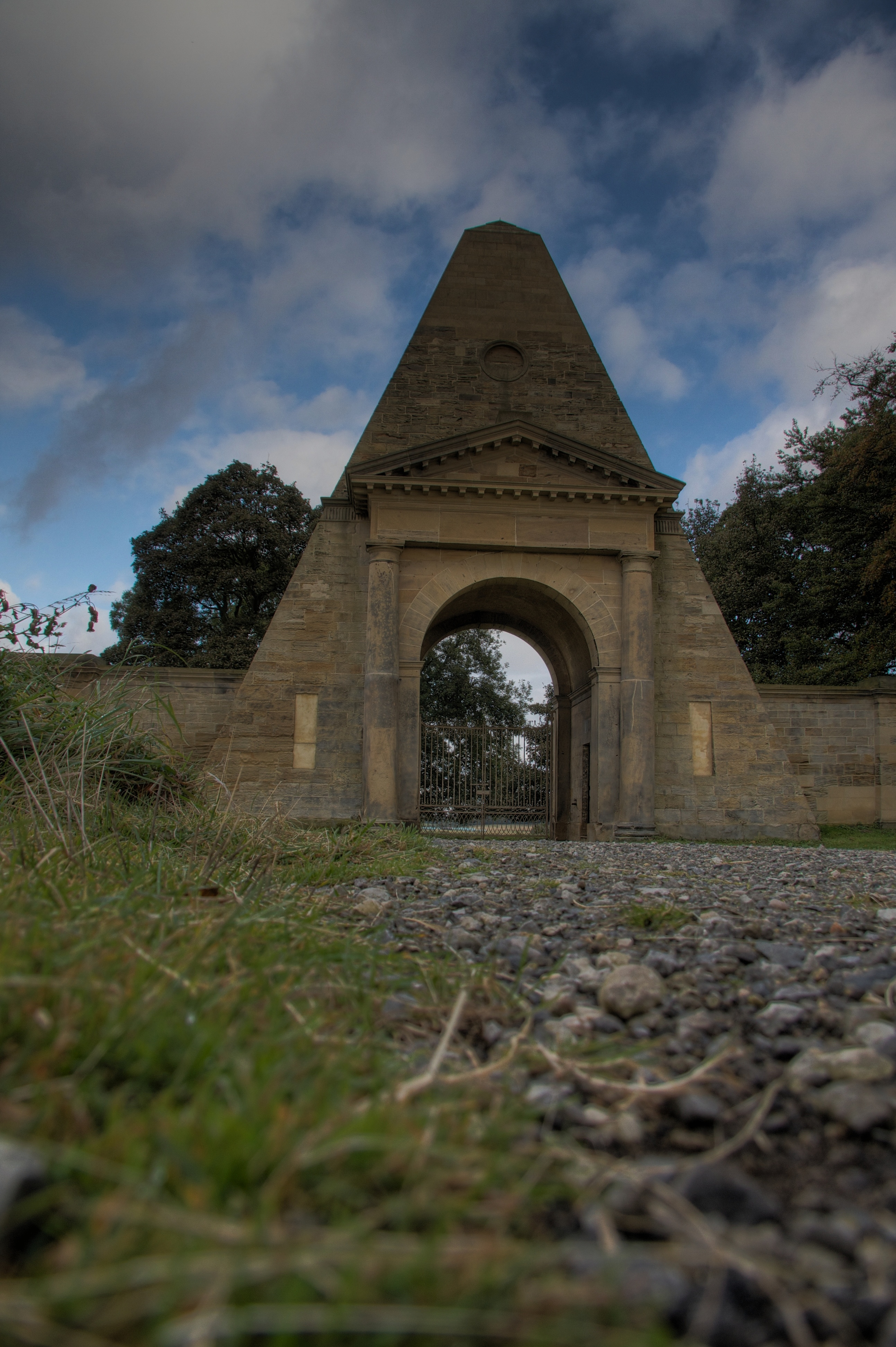
Featherstone entrance, Nostell Priory, Yorkshire
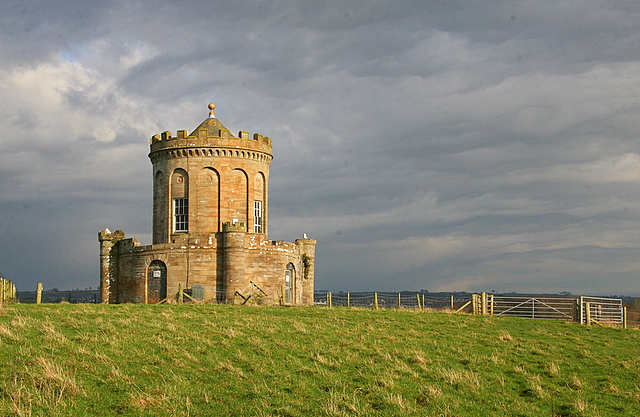
Templo de Oswald, Auchincruive, Ayrshire
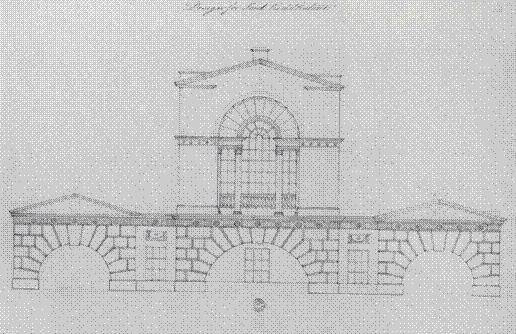
Kedleston Fishing, Bathing & Boat House
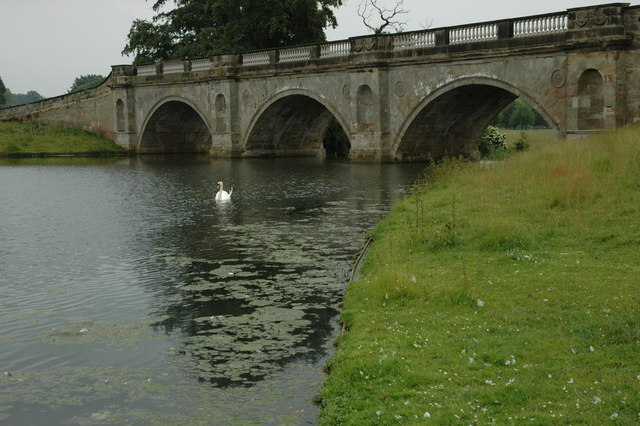
Puente Kedleston
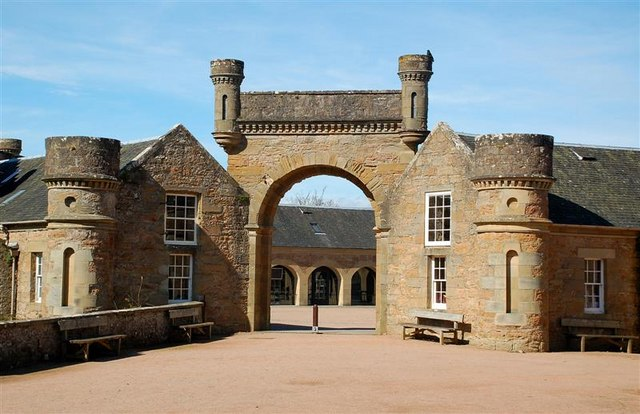
Antigua Home Farm, Castillo de Culzean
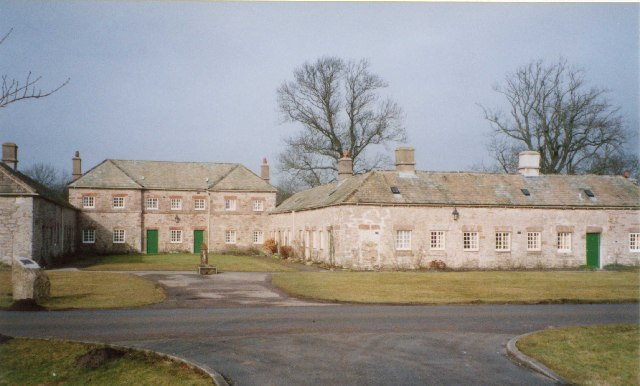
Lowther Castle Model Village
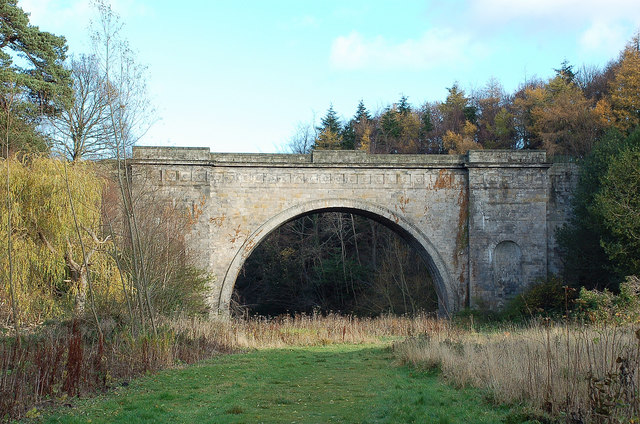
Puente Montagu, palacio de Dalkeith
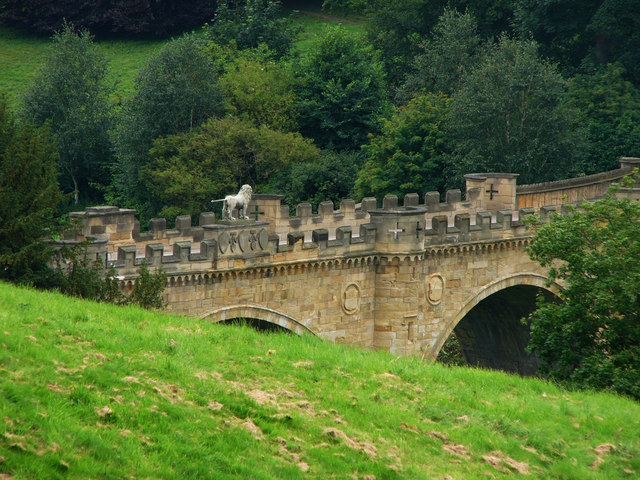
Puente Lion, Alnwick
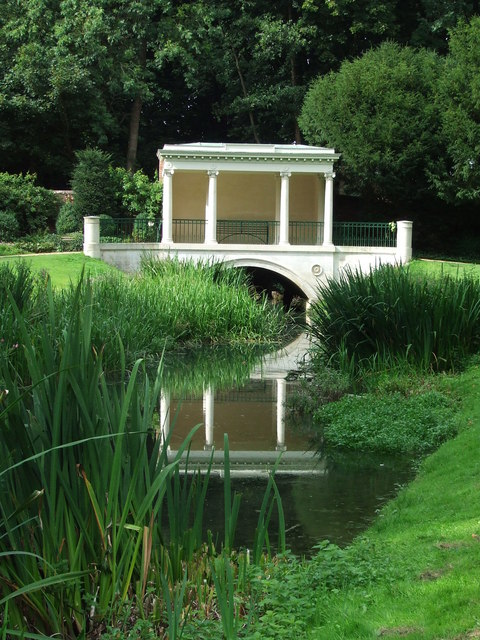
Puente Tea House, Audley End
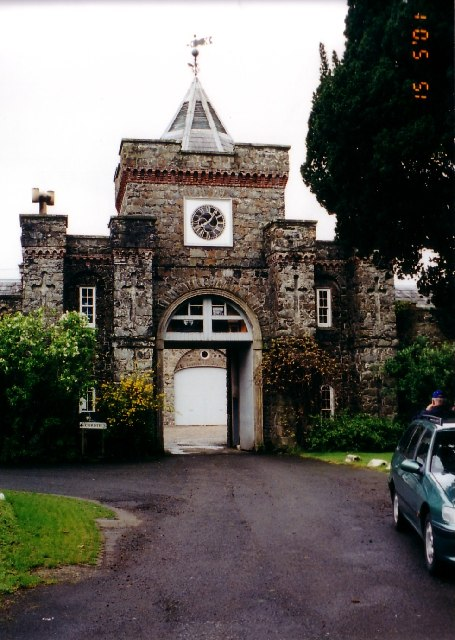
Torre del reloj, Establos, Castle Upton, Co. Meath
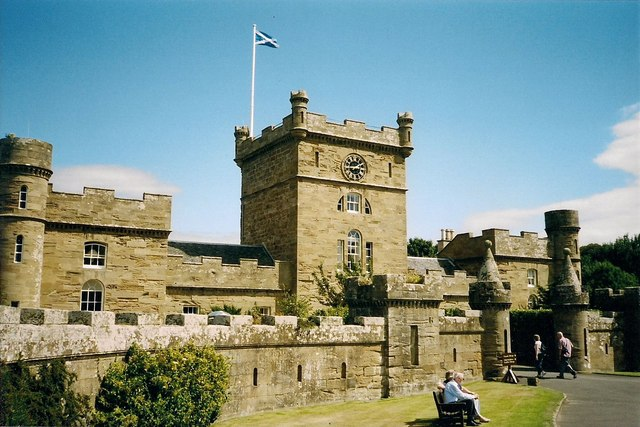
Establos, castillo de Culzean, Ayrshire

### Casas de campo con obras menores
- Hopetoun House, West Lothian (interiores) (1750-1754), la casa fue diseñada por William Adam
- Ballochmyle House, Ayrshire (c.1757-1760);
- Compton Verney House, añadidas las alas e interiores (1760-1763);
- Croome Park, three interiors: the Library the fittings are in the Victoria and Albert Museum, Gallery and Tapestry Room this is now in the Metropolitan Museum of Art, (1760-1765)
- Audley End House, redecoración de ground floor rooms (1763-1765);
- Goldsborough Hall, cerca de Knaresborough, North Yorkshire (1764-1765);
- Castillo de Alnwick, Northumberland (interiores) (1766) destruido cuando Anthony Salvin creó las actuales habitaciones de estado;
- Woolton Hall, Woolton, Merseyside (1772), fachada principal remodelada y el interior;
- Headfort House, County Meath, Irlanda. trabajos internos incluyendo stairs y principalmente la Great Eating Room (1775) para Thomas Taylour, 1st. Earl Bective.;
- Wormleybury, Hertfordshire, trabajos internos incluyendo el hall de entrada y las escaleras (1777);
- Downhill, cerca de Coleraine, County Londonderry, Irlanda. (1780) Diseño para comedor, no realizado. La casa es ahora una ruina crumbling;
- Moccas Court, Moccas, Herefordshire, trabajos internos incluyendo la sala de dibujo (1781)
- Castle Upton, Templepartick, Co. Antrim, Irlanda. Remodelación de la casa (1782–83) para el primer Lord Templetown;
- Archerfield House, Lothian, trabajos internos incluyendo biblioteca (1791);
- Summerhill House, Co. Meath, Irlanda. DFecha desconocida. Propouestas alteraciones. Casa ahora demolida.

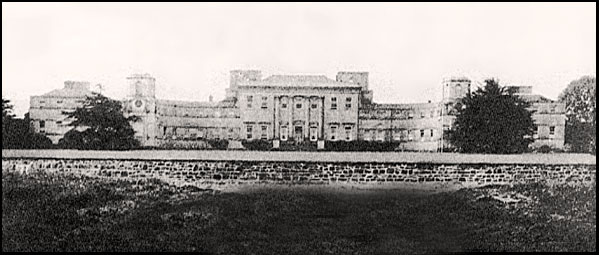
Summerhill House, fachada principal.
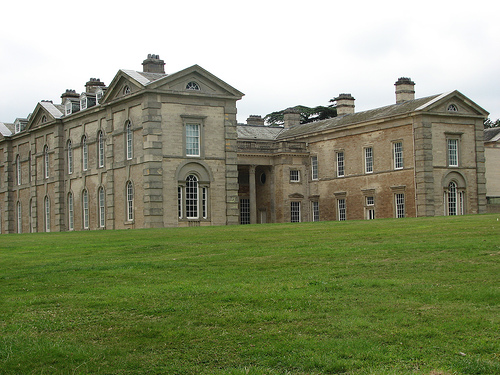
Compton Verney House, alas de Adam

## Epónimos
El asteroide (6461) Adam fue nombrado así en su memoria.